# Momordica charantia
Margose, Melon amer, Concombre amer, Momordique
Espèce
Classification phylogénétique
Momordica charantia, la Margose, le Melon amer, le Concombre amer ou encore le Momordique, est une espèce de plantes à fleurs de la famille des Cucurbitaceae. C'est une plante potagère grimpante cultivée dans les climats chauds ou tempérés en annuelle.
Le terme "margose" désigne la plante et le fruit ; la plante est parfois nommée improprement margosier qui désigne en créole de l'océan Indien le Mélia (Melia azedarach. L).
Le fruit, la feuille et les graines sont comestibles et amers (le mucilage rouge qui entoure la graine est la seule partie douce de la plante). Cette amertume provient des momordicines, substances proches de la quinine. La Margose est connue pour ses qualités culinaires et pour ses propriétés thérapeutiques en médecine traditionnelle, notamment dans le traitement du diabète et de certains cancers.
Elle contribue également à développer une meilleure tolérance au glucose et réduire le cholestérol.
Au Japon, ce légume est considéré comme favorisant la longévité.

## Nomenclature, étymologie
L’espèce a été décrite la première fois, sous le nom de Momordica charantia, par Carl Linné, en 1753, dans Species Plantarum 2: 1009. 1753.
Avant Linné, le genre Momordica avait été introduit par Joseph Pitton de Tournefort dans Institutiones rei herbariae (1700). Dans cette œuvre, Tournefort classe de nombreuses plantes en genres fondés sur des caractères morphologiques rigoureux, et il y inclut Momordica en tant que genre distinct. Linné reprend le genre Momordica, mais sans donner de définition intentionnelle (en compréhension comme Tournefort), mais en donnant la liste des espèces connues le constituant (définition extensionnelle).
Le nom de genre Mormodica vient du latin moreo, prétérit mormodi, « mordre ». Les graines sont chagrinées comme si elles avaient été mordillées.
L’épithète spécifique charantia en italien garanza (Dodoens, 1583) « garance ». L’espèce a pris le nom de la garance en italien, peut-être parce que c’est une liane et que l’on en tirait une huile médicinale de ses fruits rouges.

## Dénomination

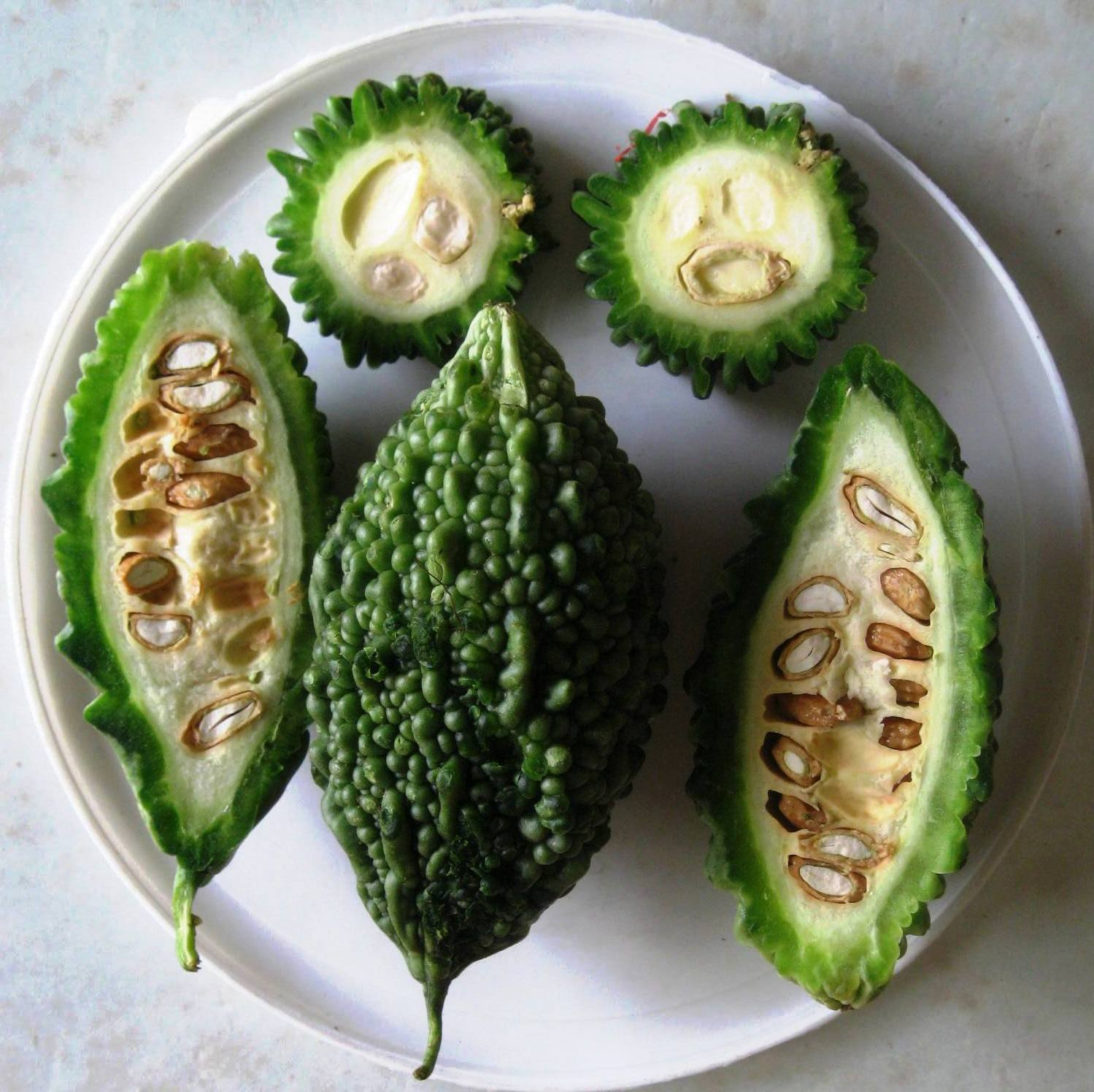
Un margose complet avec deux sections coupées en deux et deux transversales.

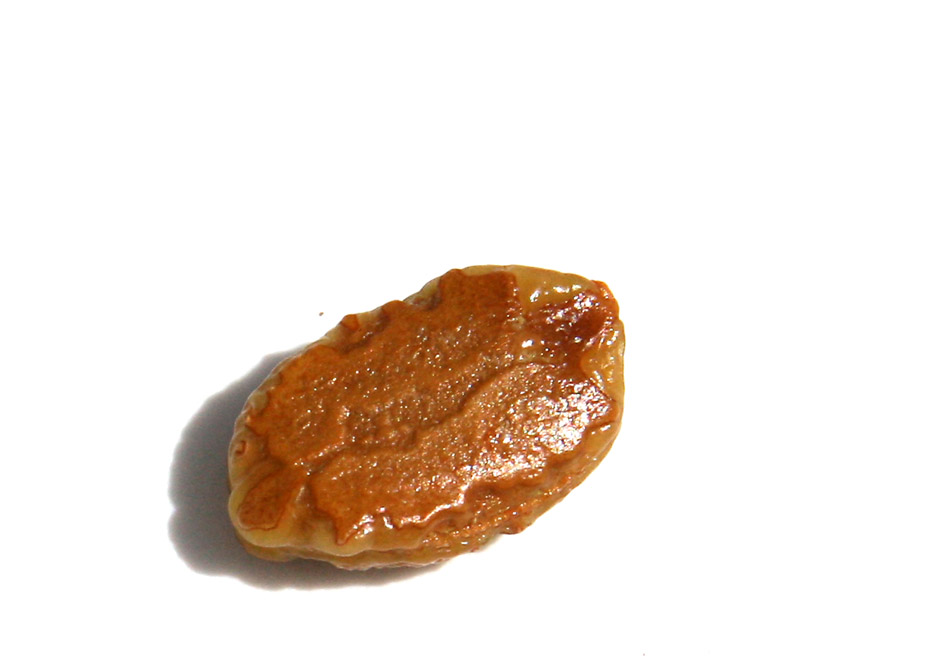
Graine de margose.

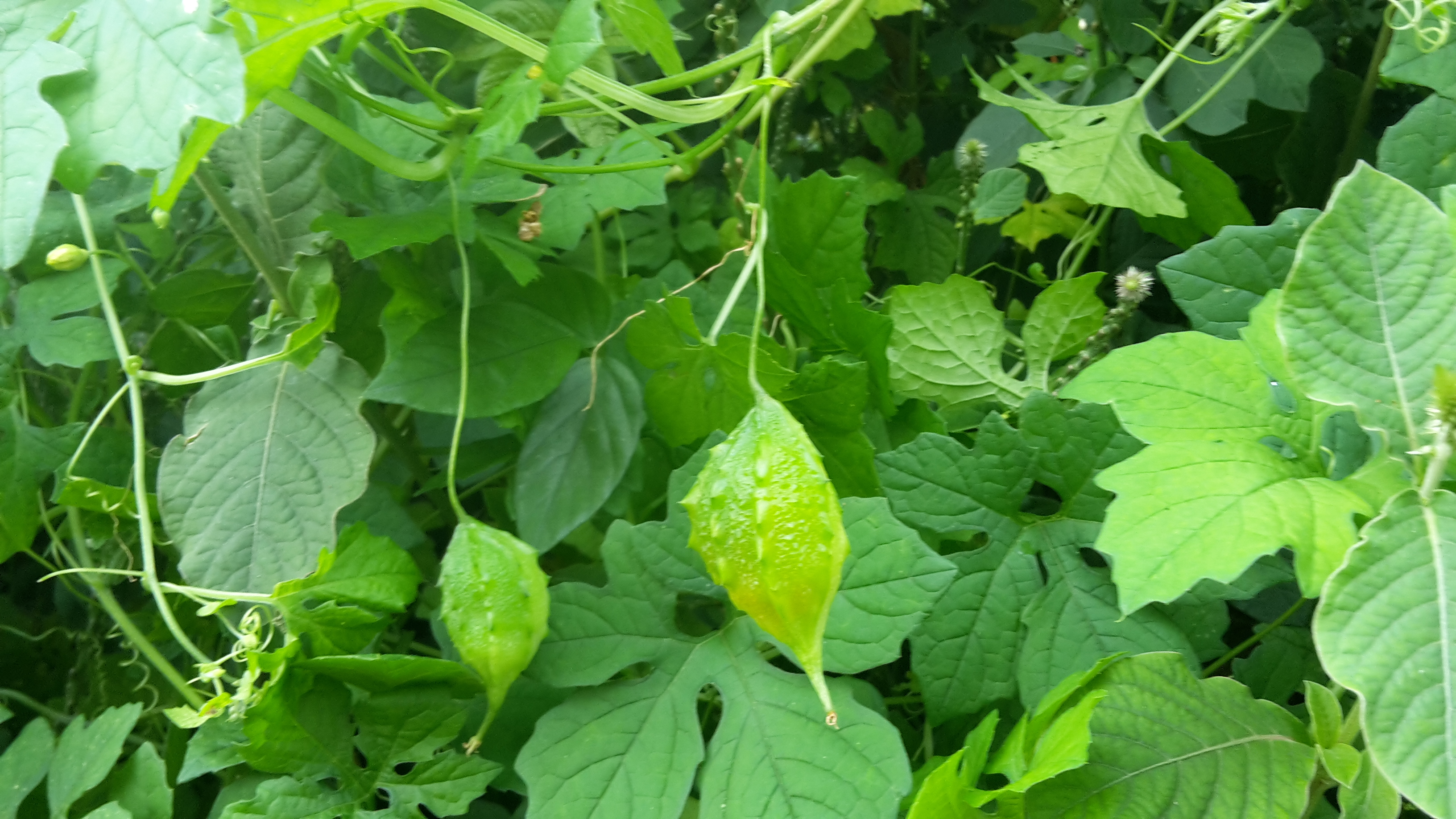
Jeunes fruits spontanés.

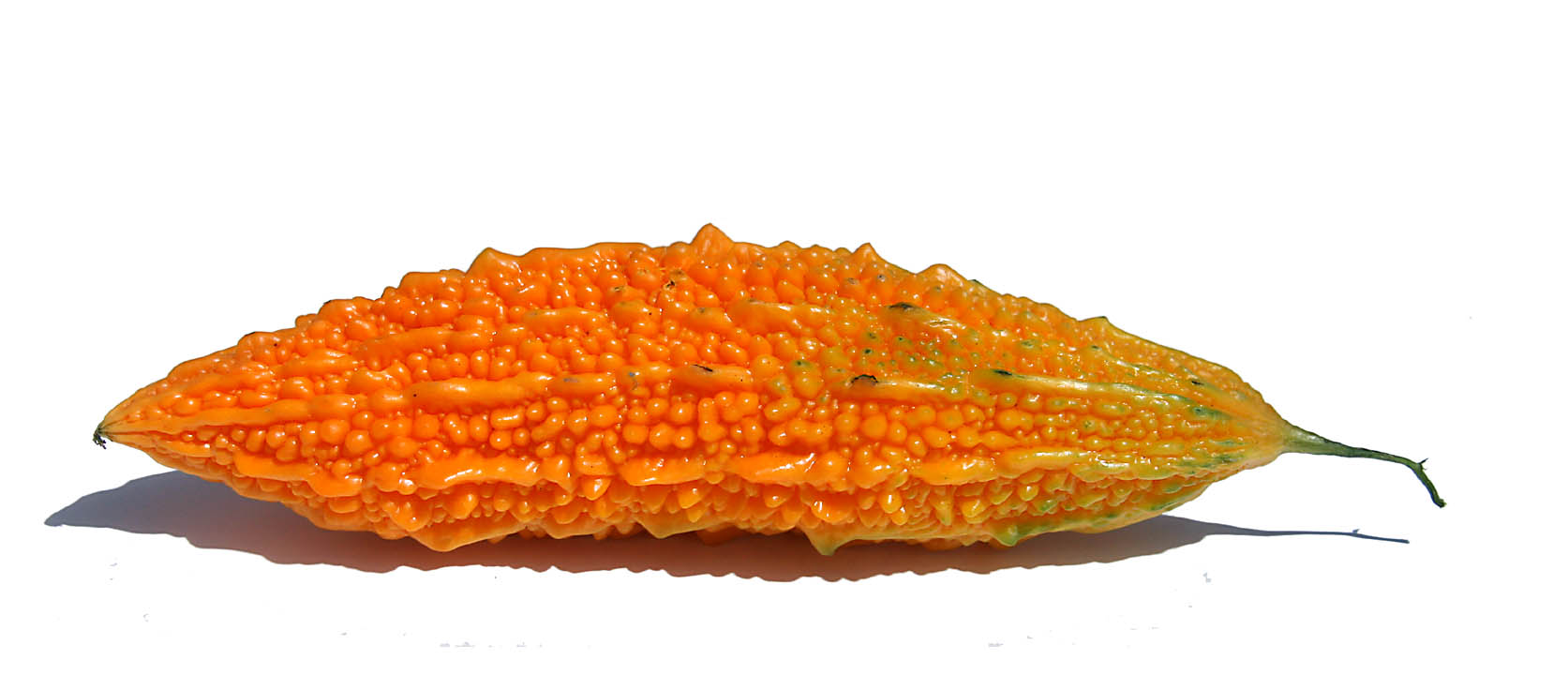
Couleur orange du fruit mûr.

Le nom vulgaire Margose vient de l'indo-portugais amargosa, margosa (amer), dont il reste momordica amarga, pepino amargo en espagnol, la plante et le fruit ont de nombreuses autres dénominations.
- Pour ce qui est du français : concombre amer, momordique, margose à piquant[7], pomme de merveille, poire balsamique, concombre africain, courge amère, melon amer, paroka, mangé coolie aux Antilles françaises, sorossi en Guyane, assowosi à Haïti[8], fausse gombo (vernaculaire Kua ni un : boisson du serpent) en Nouvelle Calédonie[9], anyanran chez les Guins-Minas du sud-est du Togo, mbeurbeuf au Sénégal, margouézi à Mayotte. Margose est un mot féminin mais parfois masculin chez certains auteurs[10]. Auguste Paillieux et Désiré Bois donnent en 1899 la liste de noms suivante : Margose à piquant, Pandipane, Gatole, Caïquadu Pérou, Momordique à feuilles de vigne, Momordique Papaieb, Papareh Herya, Melon de San-Gaëtano, Karela (Hiiidostani), Karala (Bengalais)[11].
- Dans les autres langues : Bitter gourd (anglais) équivalent à Bittermelone en allemand, 苦瓜, kǔguā (苦 = amer, 瓜=cucurbitacée, courge, melon) en chinois, qui a donné khổ qua en vietnamien et via l'okinawaïen gōya parlé au Royaume de Ryūkyū a donné en japonais gōyā (japonais ゴーヤー) en japonais[12] et en prononciation kun'yomi, typiquement japonaise des caractères chinois, nigauri. nom qui se retrouve au Brésil avec celui de nigauri et de melão de São Caetano, balsamina longa, erva de lavadiera en portugais continental, fun-kua au Pérou, cundeamor en Amérique Centrale, karela (hindi करेला), məreəh (ម្រះ) en khmer, máráʔ (มะระ) en thaï[13],[14].

À noter que concombre amer prête à confusion puisqu'il désigne également la Coloquinte . Quant à margose, le mot est aussi utilisé pour désigner la concombre balsamite Momordica balsamina et la pomme de Merveille Momordica vulgaris . Le portugais margosa est un faux ami, il désigne le margousier (Azadirachta indica) .

## Historique et domestication
Diverses espèces de Momordica sont récoltées et utilisées en Asie et en Afrique : M. charantia (riche en minéraux et vitamines), M. subangulata subsp. renigera, M. dioica (cultivée en Inde, et au Japon sous le nom de kakuroru カックロール) et M. sahyadrica (les plus nutritives des courges), M. cochinchinensis (Gac, courge de la longévité et de la vitalité) pour l'Asie, M. foetida, M. rostrata et autres espèces sauvages pour l'Afrique. M. charantia et M. balsamina sont monoïques, alors que M. dioica, M. sahyadrica, M. cochhinchinensis et M. subangulata sont dioïques. M. charantia est la seule espèce domestiquée, son origine serait africaine et ancienne, une longue migration l'a conduite en Asie.
Selon une étude du génome de 43 échantillons de M. charantia du sud chinois, du Népal et du Laos, la domestication aurait été faite en un centre unique, les anciens cultivars népalais sont plus éloignés du type sauvage que les chinois. Un centre de primo-domestication à l'est de l'Inde serait confirmé par la forte biodiversité locale. L'arbre phylogénétique de 36 cultivars indiens montre l'existence de 3 groupes principaux (2021) .
Les mentions de Cucurbitaceae sont nombreuses en sanscrit depuis 2000 AEC puis M. charantia est documentée en Chine début XIVe siècle dans le Guangdong, attestée en 1370, largement confirmée au XVIe siècle. En 1775, Jean Baptiste Fusée-Aublet dans son Histoire des plantes de la Guiane Françoise dit avoir cultivé cette plante à l'Ile de France (Maurice) («les Malabares la mange dans leur caris»). L'introduction dans le Nouveau Monde commence au Brésil et se termine dans les années 1930 à Hawaï.
La plante est aujourd'hui cultivée dans presque tous les pays de la ceinture tropicale asiatique jusqu'au Japon, africaine et américaine, et en Océanie. Pour ce qui concerne le climat tempéré elle est cultivée en Nouvelle-Zélande et en Roumanie.

### Cultivars
La diversité génétique des populations de margose cultivées en Inde et en Chine est importante. Une étude chinoise réalisé sur un plasma germinatif de 154 échantillons différencie 46 groupes de base, de même une publication indienne (2018) confirme une forte variabilité génétique en climat subtropical.
Plusieurs types variétaux du fruit sont distingués et diffèrent selon la taille des fruits et leur couleur ainsi que selon la forme des protubérances de l'épiderme:
- Groupe Minima

Momordica charantia var minima à fruits verts de diamètre inférieur à 5 cm  Leurs longueurs sont variables: courts 6-7 cm de long, moyens 8-12 cm et longs 12-22 cm. Certains sont pourvus de protubérances arrondies et d'ailes épaisses de 1-2 cm de long.
- Groupe Maxima

Momordica charantia var maxima à fruits verts ou blancs de diamètre supérieurs à 5 cm. Il existe des types de cultivars à fruits blancs trapus longs de 12-17 cm et des cultivars à fruits verts allongés 20 cm et plus. Les protubérances de certains cultivars sont émoussées et de grande taille ce qui leur donne un aspect irrégulièrement sillonné.
Des semences de variétés ayant des fruits de toutes tailles sont proposées à la vente dans les pays d'Asie du Sud-Est et au Japon. On trouve des cultivars blancs, charnus et plus doux.
La résistance au fusarium a été améliorée dans les cultivars actuels. Le cultivar indien Heatset résiste aux hautes températures.
Les hybrides F1 ont permis d'augmenter le nombre de fleurs femelles, ils sont recommandés par la FAO.

## Description

### Aspect général
Cette espèce se présente comme une plante annuelle grimpante et tapissante dont la hauteur peut atteindre 5 m. Les tiges sont délicates et munies de vrilles simples. Les racines peuvent présenter des nodosités.

### Feuilles

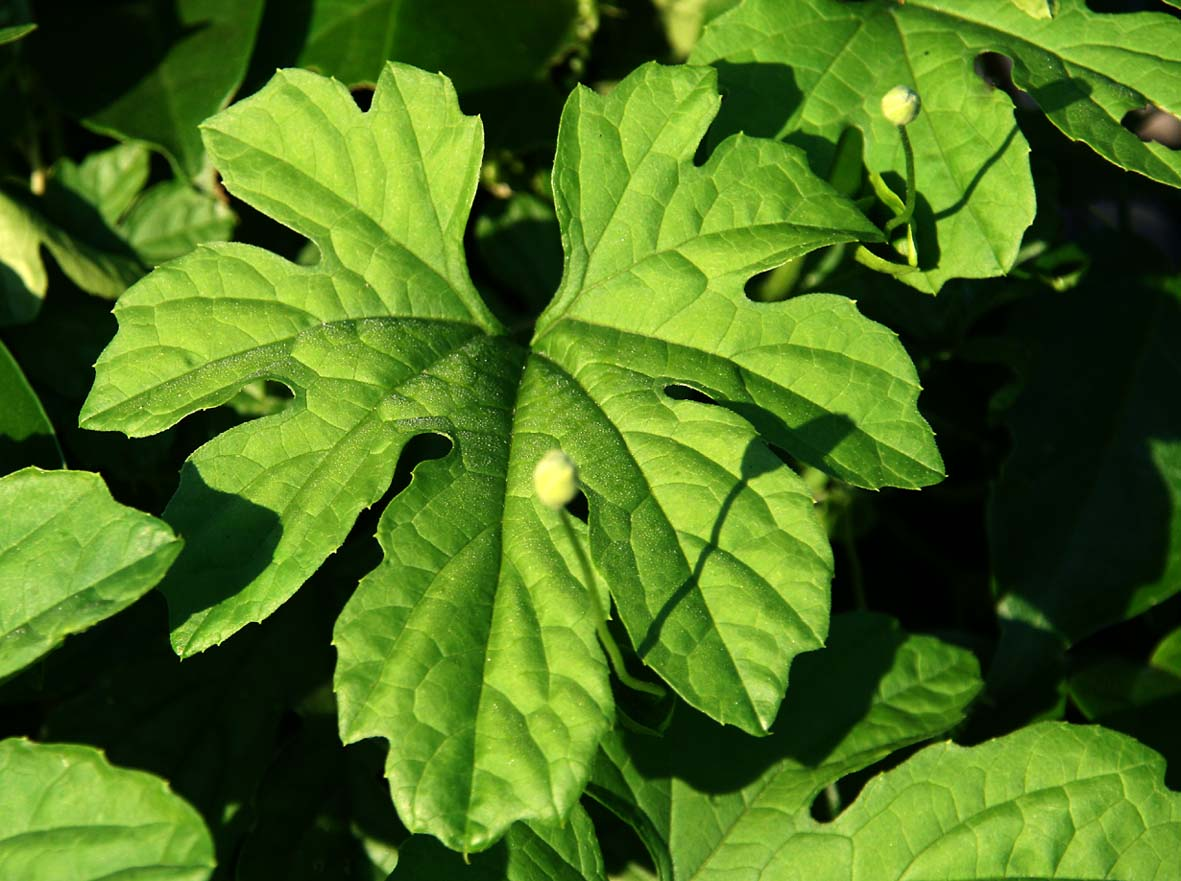
Feuille de momordica charentia.

Les feuilles alternes sont de forme comparable aux feuilles de vigne, les limbes ont 3, 5 ou 7 lobes. Les feuilles ont une forte odeur et ont un goût amer.

### Fleurs

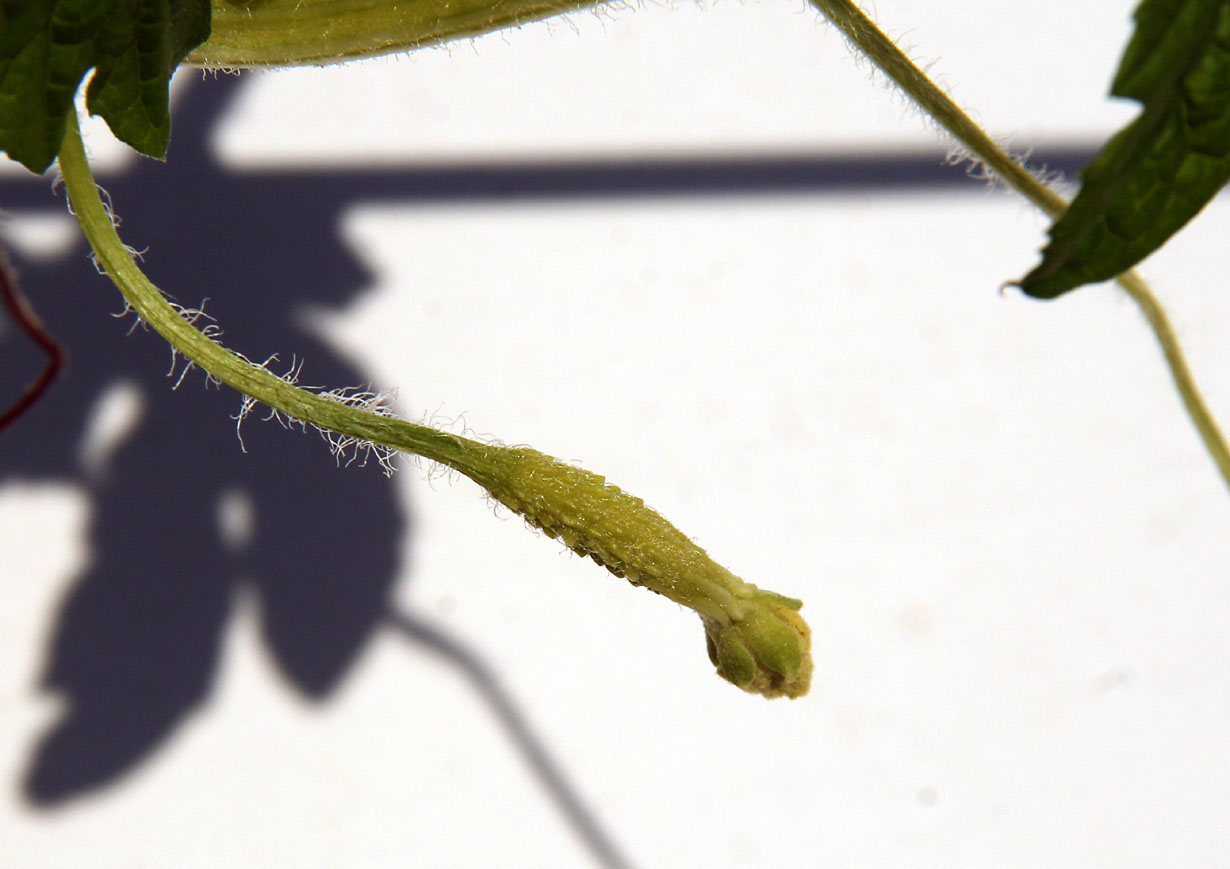
Fleur femelle avec fruit.

Les fleurs sont petites et jaunâtres, portées par des pédoncules frêles. Les fleurs mâles ont trois étamines et les fleurs femelles ont un stigmate à trois lobes et un ovaire infère.

### Fruits

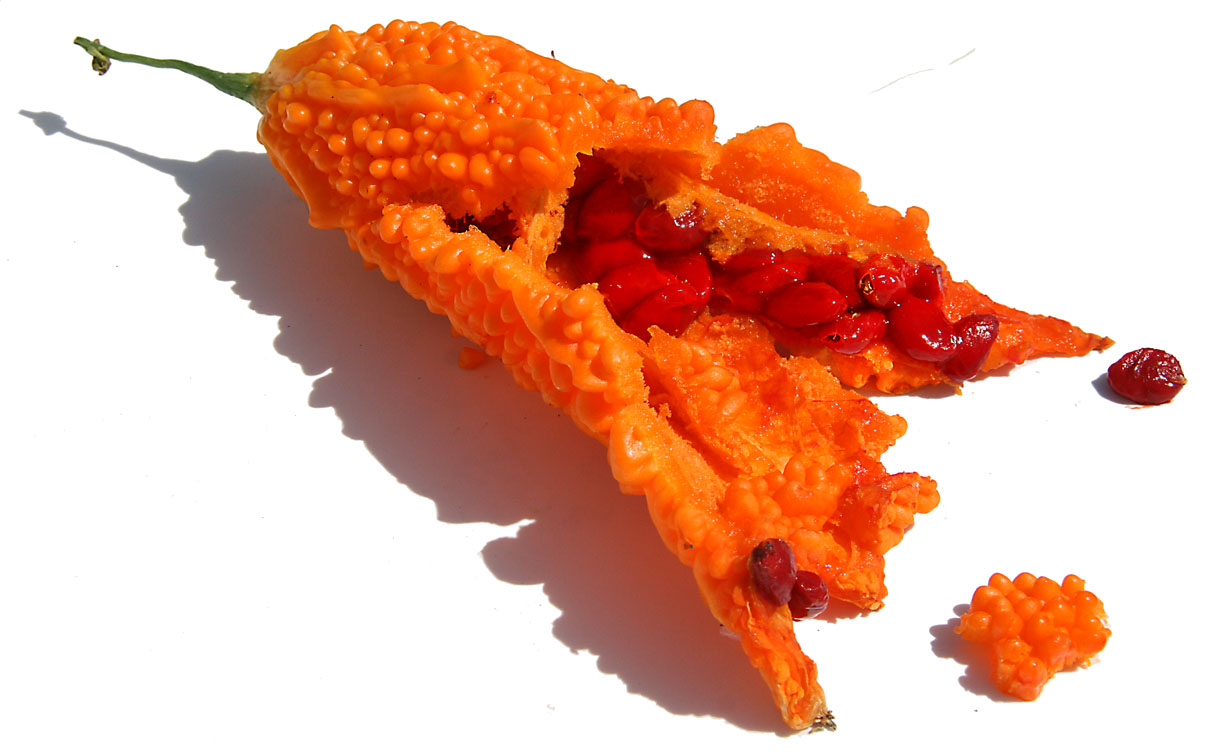
Fruit à maturité.

Selon les cultivars, la surface des fruits est plus ou moins tuberculée, leurs longueurs varient de 8 à 35 cm. À maturité le fruit est orange lumineux et se divise du bas vers le haut en 2 ou 3 segments qui laissent voir les graines dans leur mucilage rouge, transparent et gélatineux.

Le fruit est décoratif, mais répand rapidement ses graines. La partie comestibles est le péricarpe. Son gout est amère. Les principaux composés au gout amère sont 9 triterpénoïdes de cucurbitane. 

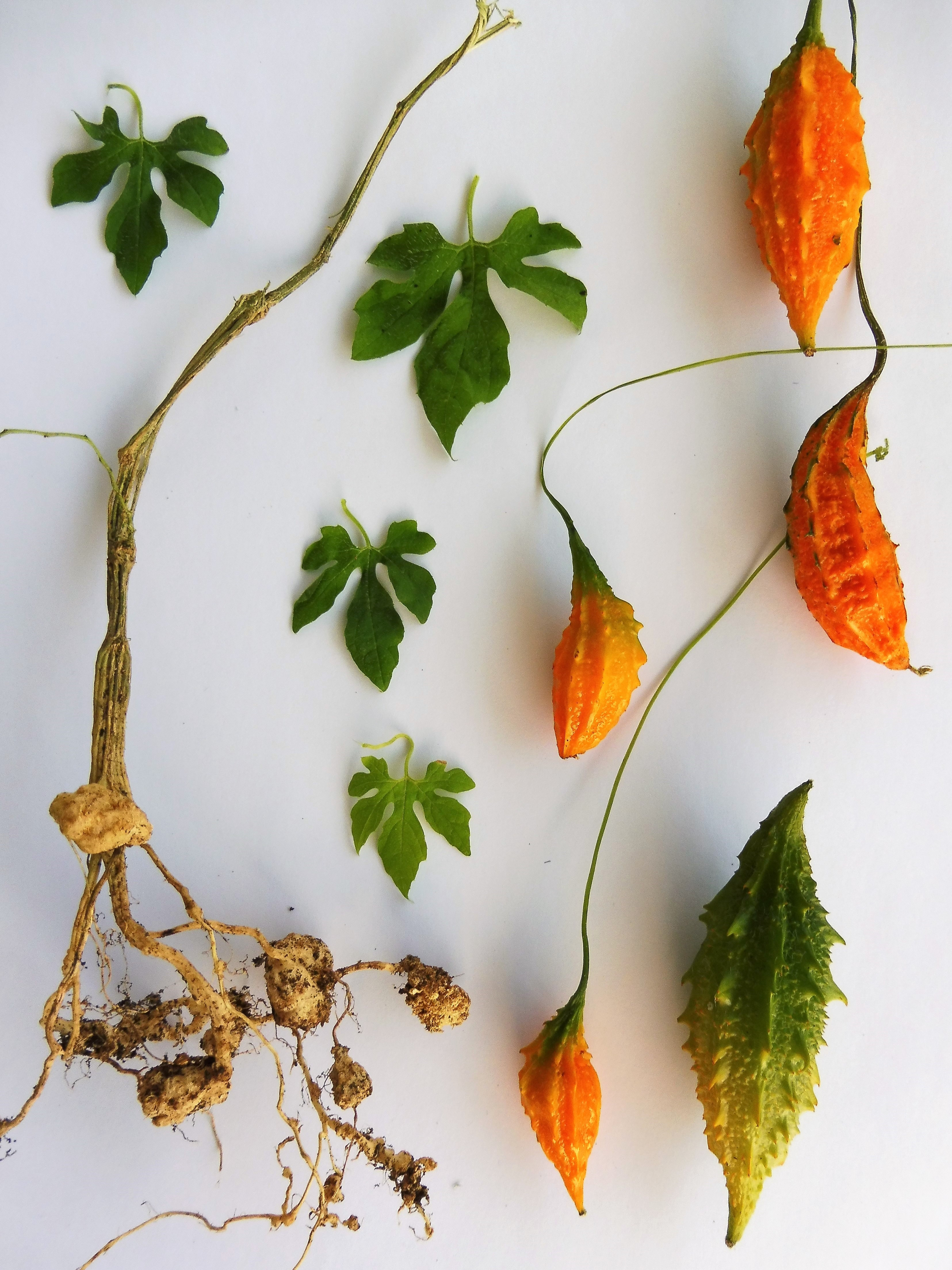
Jeunes feuilles, fruits plus ou moins mûrs, tige et racines présentant des nodosités, prélevés à Nouméa.

## Caractère invasif
Le Monordica charantia est invasif sur l'île de La Réunion, dans les Philippines, à Taïwan, sur l'Île Maurice, au Mexique, en Floride, à Hawaii, au Belize, sur les Îles Vierges britanniques, au Costa Rica, en Haïti à Cuba, au Salvador, au Honduras, au Nicaragua, au Panama, à Porto Rico, à Sainte-Lucie, aux Îles Vierges des États-Unis, au Brésil (dans les États de Bahia, Ceará, Paraïba et Pernambouc), en Colombie, en Équateur, sur les Îles Galapagos, au Paraguay, dans les Samoa américaines, dans les Îles Cook, à Guam (sévèrement), aux États fédérés de Micronésie, en Nouvelle-Calédonie, à Niue, dans les Îles Marianne du Nord, aux Palaos, en Papouasie-Nouvelle-Guinée, aux Samoa, dans les Îles Salomon, à Tonga, aux Îles mineures éloignées des États-Unis et au Vanuatu. Sa liane représente un danger pour les écosystèmes des îles du Pacifique.

## Culture
La culture demande des températures comprises entre 24 et 35 °C, un sol frais mais non détrempé, une altitude inférieure à 1 700 m. Le forçage des jeunes plants en milieu protégé est conseillé en climat tempéré. La floraison intervient deux mois après le semis. Au-delà de 14 heures de jour la floraison est ralentie. La fructification peut être prolongée jusqu'à 6 mois par une récolte régulière des fruits verts. Elle serait quasiment indifférente à la longueur du jour.
En culture, on prévoit un tuteurage à 2,5 m avec filet et une plante tous les 50 cm. La paillage permet de tenir le sol humide. La fertilisation doit être riche en azote et prévenir la carence en bore à laquelle la margose est sensible. Des apports de micronutriments sont favorables à la croissance et la fructification, une pulvérisation foliaire de ZnSO4+ FeSO4+ MgSO4 en solution à 0,5 %, 35 et 45 jours après le semis a été expérimentée avec succès en 2017. Une étude roumaine démontre que la conduite de la plante sur 2 branches augmente la production et la précocité des fruits.
Un sol couvert de paillis favorise une récolte abondante et de bonne qualité, plus précoce d'une semaine avec un paillis plastique. Une meilleure humidité du sol est observée sous paillis plastique ou sous paillis minéral, d'après une comparaison de paillis systématique indienne (2018). En hydroponie, les substrats perlite + vermiculite et vermiculite + fibre de coco donnent les meilleurs rendements.
Les maladies fongiques (fusarium, mildiou et oïdium) causent des dommages, les virus (Geminiviridae, virus mosaïques…) également, ainsi que le flétrissement bactérien. 3 gènes de résistance à l'oïdium ont été identifiés en 2021.
En climat tropical, la mouche du melon est avec les pucerons le principal ravageur. En climat tempéré chaud, la culture est facile pour autant que la température plafond n'est pas dépassée.

### Sélection des cultivars en culture
Le fruit est climactérique, sensible à l'éthylène, il doit être récolté et stocké avec précaution. La conservation est de 4 semaines au froid, entre 2 et 5°.
De nombreux pays asiatiques, dont l'Inde, cultivent des progéniteurs sauvages à petits fruits. Or la morphologie des fruits influence la productivité des cultures et leurs qualités commerciales (longueur, diamètre, épaisseur de la chair, poids du fruit, nombre de fruits par plante). La sélection est contrariée par des introgressions entre sauvage et cultivé. La carte génétique dressée par séquençage systématique de variétés indiennes a ouvert la possibilité d'une détection QTL des traits de rendement (principalement 3) qui ouvre (2021) la voie à une sélection plus rapide assistée par marqueurs et la sélection moléculaire.

### Greffe
La margose employée comme porte-greffe améliore la tolérance à la chaleur du concombre .
La greffe de margose sur Cucurbita pepo, Cucurbita maxima, Cucurbita moschata, Cucurbita ficifolia, et. Lagenaria siceraria a été expérimentée avec succès (2021) par des chercheurs russes en vue de sa culture en serre en climat chaud : le taux de survie des greffons le plus élevé est sur C. maxima. Ils ont noté par rapport au franc : une augmentation sensible de la matière sèche et la teneur totale en glucides dans les fruits de margose .

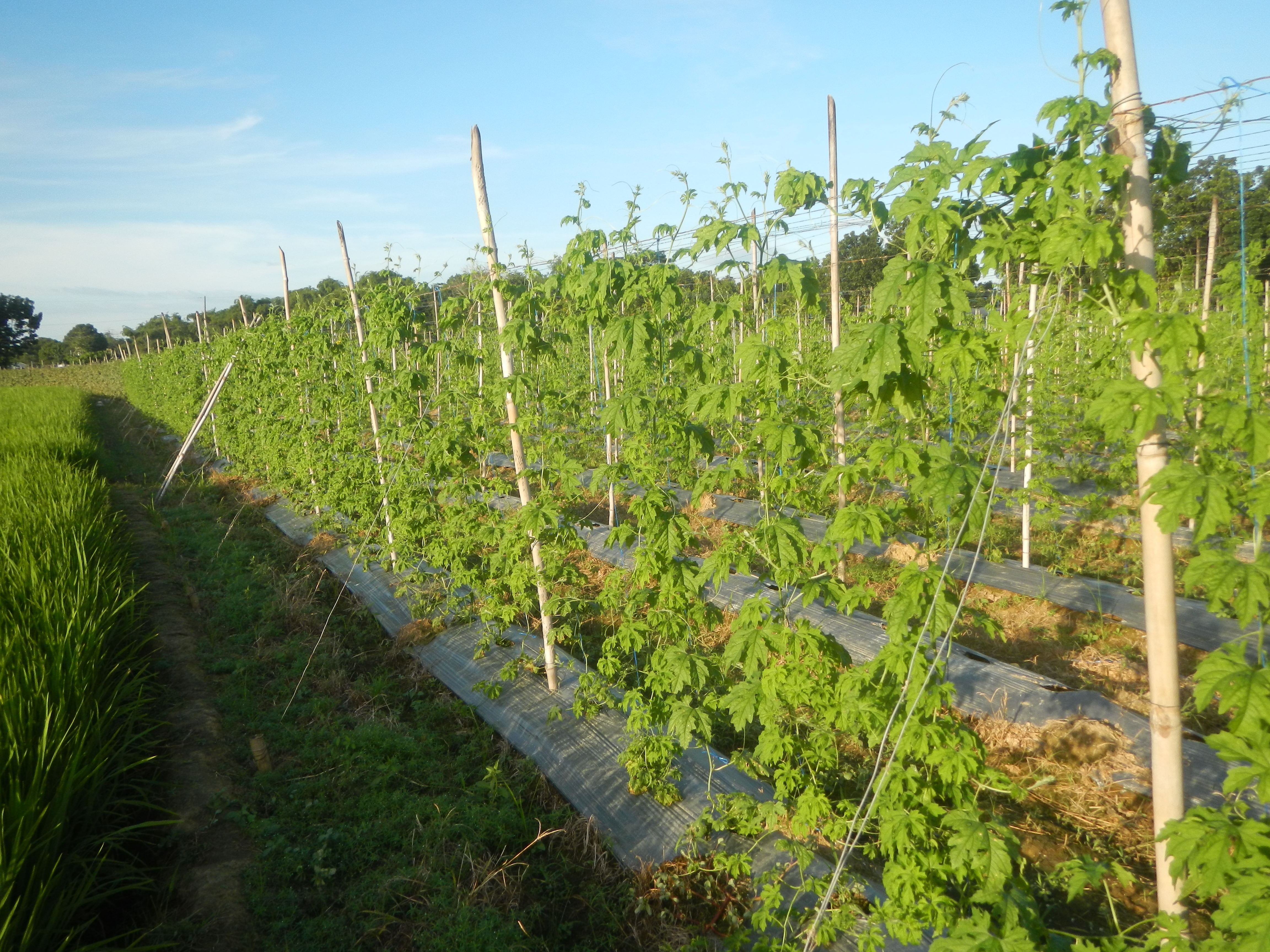
Culture de margoses à San Rafael, Philippines.

### Plante invasive
Momordica charantia est référencée dans le ISC (Invasive Species Compendium). Elle est très envahissante à Guam et envahissante dans d'autres parties du Pacifique, au Brésil et dans les Caraïbes. Elle constitue un problème de culture dans les champs de canne à sucre. La probabilité qu'elle échappe aux parcelles cultivées, se naturalise et colonise devenant une menace sérieuse est qualifiée de très élevée .

## Production
Les données sur la production sont rares et peu cohérentes, on peut estimer le niveau actuel entre 10 et 20 millions de tonnes par année. Par pays producteur : 75 % de la production intensive serait asiatique, dont Inde 31 %, Chine 22 %, Pakistan 9 %, Vietnam 6%. En 2003, la production indienne serait de 4.57 millions de t. sur 448 000 ha. (soit 10 t/ha). La culture intensive occuperait au total 340 000 ha avec 32 % ensemencé de graines hybrides dont le rendement est double de la graine traditionnelle.

En avril 2017, la possibilité d'amélioration génétique de la plante en vue de la grande culture est évoquée en Inde. En Europe, la Roumanie a réalisé des essais positifs de mise en culture jusqu'en 2015.

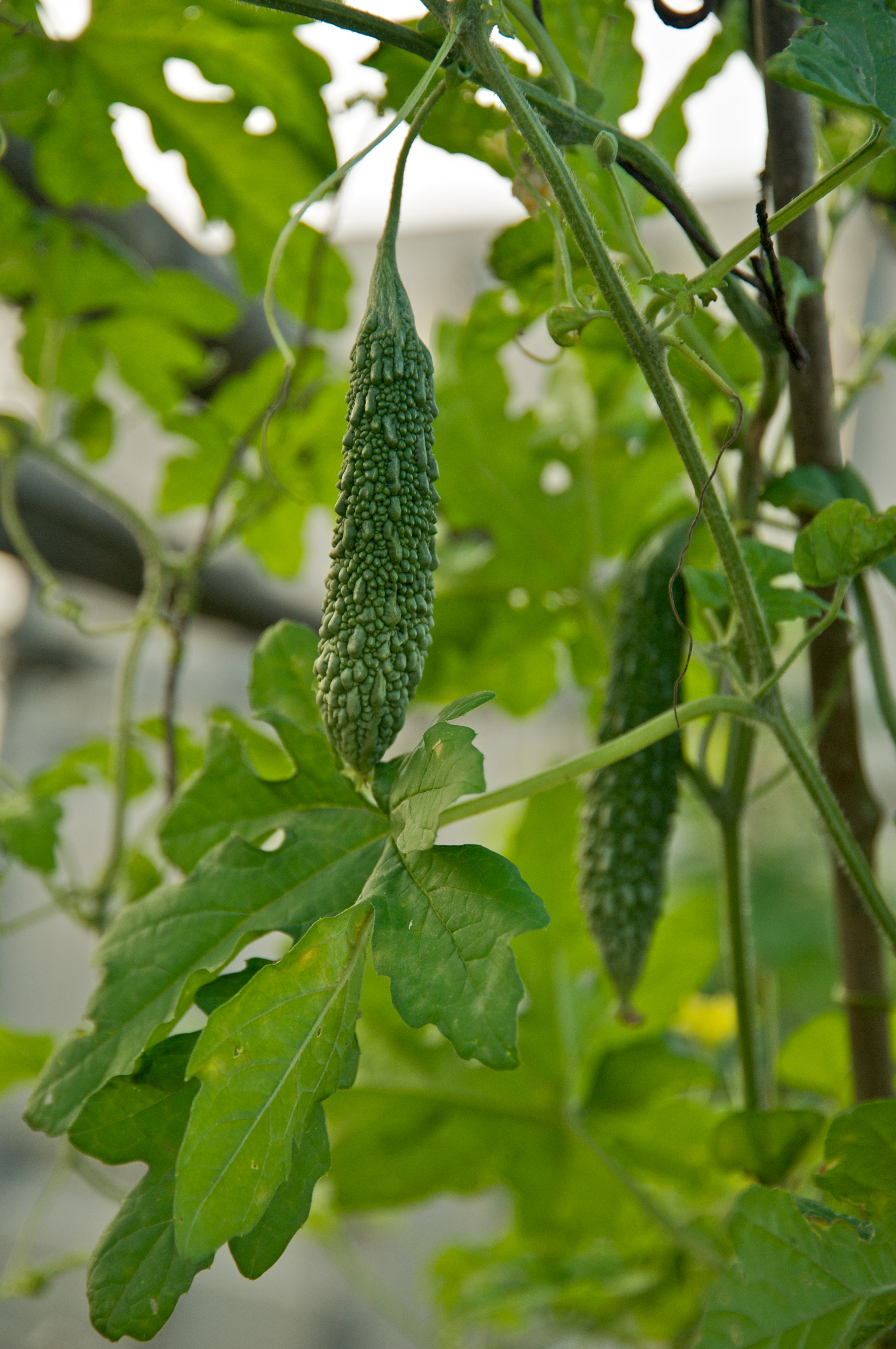
Plant de margose sur treille.

## Nutrition et propriétés thérapeutiques
La feuille, la tige, le fruit immature et la graine sont utilisés en médecine traditionnelle et en alimentation..

### Nutrition
La page d'information nutritionnelle de l'administration américaine donne des moyennes pour le légume cru, la publication indienne pour le légume cuit : la margose est peu calorique (17 calories pour 100 g) avec un niveau élevé dans sa catégorie de protéines et d'hydrates de carbone. Les fruits immatures sont une bonne source de minéraux, de fer, de vitamines A, B, C.
Le niveau de vitamine C (acide ascorbique) varie selon les cultivars entre 60 et 122 mg/100 g, autrement dit d'un bon niveau comparable au poivron dans les climats tempérés. Le niveau de vitamine B9 (70 µg/100 g) est également élevé.
Excepté la lysine et la méthionine, les principaux acides aminés sont présents dans le fruit. Les triterpènes et saponines sont très nombreux, 196 triterpénoïdes ont été isolés (2020) .

### Toxicité

#### Abortif démontré
Utilisée comme abortif en médecine traditionnelle, la consommation de margose est déconseillée pendant la grossesse. Une communication brésilienne (2018) note des effets indésirables (perte de poids, baisse de consommation d'eau, signes cliniques de toxicité) chez les rates quelle que soit la dose de feuilles sèches administrée pendant 22 jours de gestation. Un cas de recrudescence des contractions utérines pendant 5 heures suivant la consommation de margose par une femme enceinte de 6 mois est décrit à la Réunion (2018).
La tératogénicité des extraits de graines et toxicité cardiaque (hypertrophie sévère) de l'extrait de fruit ont été démontrées (2019, Université de Riyad) chez l’embryon de poisson zèbre (Danio rerio). La graine contient une alpha-momorcharine aux propriétés inflammatoires cytotoxiques démontrées in vitro et qui stimule la réaction inflammatoire des monocytes (2019).
On trouve souvent reproduits les conseils de prudence de Tori Hudson (deux cas d'hypoglycémie chez des enfants, risque d'allergie à la vicine — un hétéroside toxique — contenu dans la graine), mais on ne signale pas de toxicité chez l'homme pour les doses normalement consommées. L'expérimentation animale va dans le même sens. Certains effets indésirables sont signalés à partir de 4 essais cliniques non randomisés et non contrôlés versus placebo, dont des effets additifs en présence d'autres agents abaissant le glucose sanguin. Les allergies sont rares, et aucun cas de favisme n'a été signalé. La consommation du jus à forte doses peut majorer les effets des médicaments hypoglycémiants oraux (metformine, glibenclamide…) et entrainer une hypoglycémie chez les diabétiques .

#### Hypoglycémique
Une hypoglycémie sévère et un coma hypoglycémique ont été rapportés chez les enfants ayant consommé du thé de melon amer.

#### Influence des conditions de culture
Une étude béninoise publiée en 2016 donne, sur les plantes consommée à Cotonou, des teneurs en plomb et cadmium respectivement 9 fois et 6,3 fois supérieures aux normes de l’OMS. La même année (publication des résultats en 2019), un ensemble de mesure de présence de métaux lourds sauf cadmium a été effectué sur divers sites de production malais, les concentrations mesurées montraient que la consommation usuelle était sans danger.

#### Risque phytosanitaire
Les margoses sont connues comme vecteur du ravageur Thrips palmi Karny. A la demande de la Commission européenne, l'EFSA va évaluer les risques présentés par les fruits de Momordica charantia originaires de pays où la présence de Thrips palmi est signalée. Parmi les expertises rendues Sri Lanka (probabilité très faible), Honduras, Thaïlande, Mexique (faible), Suriname .

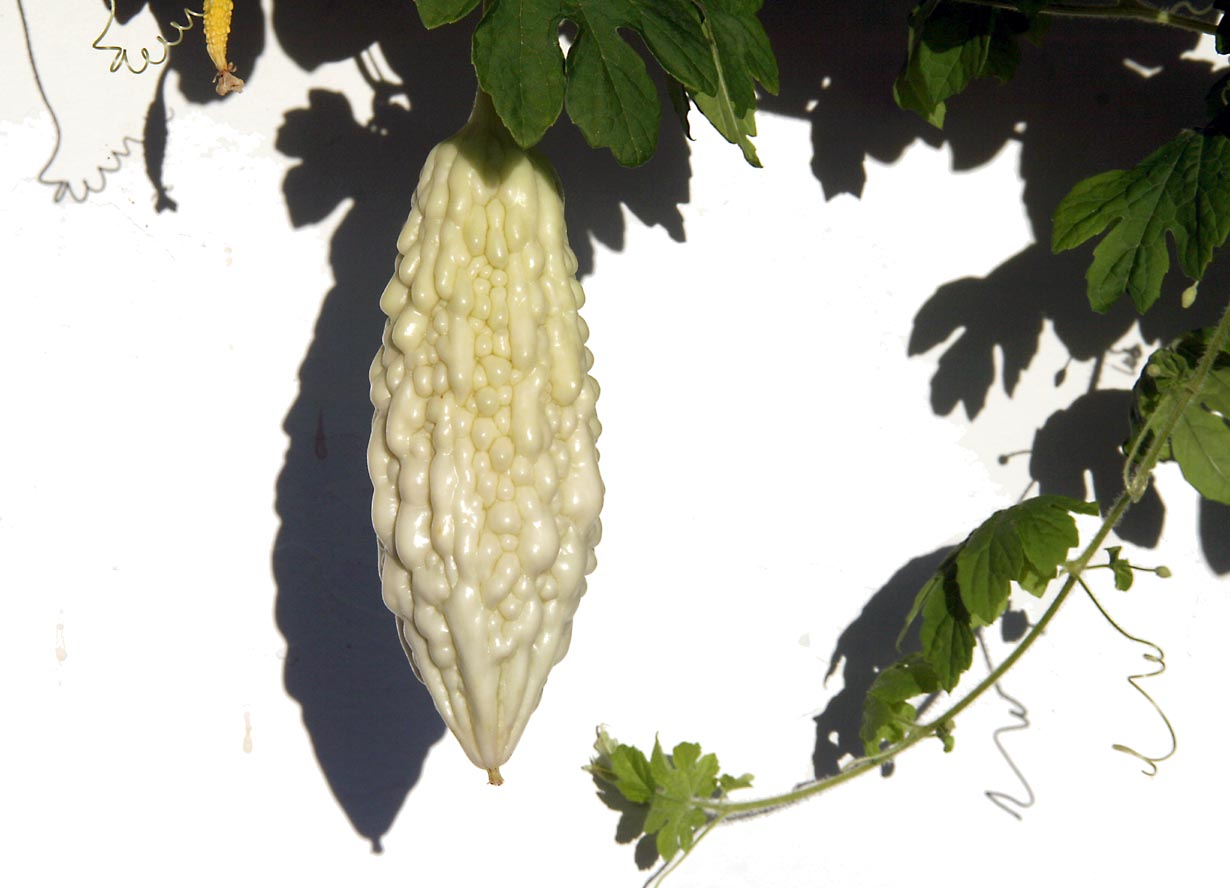
Margose : cultivar blanc.

### Propriétés préventives et thérapeutiques
La margose fait l'objet de publications scientifiques régulières et abondantes majoritairement asiatiques. Depuis 2016, sur 1310 publications académiques le thème culture-transformation-composition est dominant (environ 26% des publications), avec celui de l'activité antidiabétique-glycémie-obésité (25%), puis l'activité antioxydante et en progression les études génétiques de la plante . En 2020, 250 publications académiques confirment l'intérêt soutenu des chercheurs pour M. charantia . Périodiquement paraissent des synthèses en anglais, le texte de T. K. Lim en 2012 est toujours une référence, parmi les synthèses récentes (2020) accessibles en ligne une revue turque avec de bonnes références ,. La première méta-analyse (2018) conclut que la margose peut améliorer le niveau de glucose sanguin à jeun, le profil lipidique, ou le poids corporel sur les patients humains. Une méta-analyse (2020) de 60 expérimentations animales note la même amélioration y compris de l'hémoglobine glyquée, des effets protecteurs du foie et des reins et une faiblesse de la méthodologie des études animales.
Le fruit, la feuille et leurs extraits, la graine et son huile, font partie de la pharmacopée traditionnelle chinoise et ayurveda. L'infusion de feuille est utilisée contre le diabète aux Antilles françaises, pour « purifier le sang » et pour les démangeaisons en Haïti. Au Sénégal, elle est incorporée dans le savon contre les affections cutanées. À Mayotte, elle est utilisée contre les maux de ventre, la diarrhée ou les coliques des enfants. À Cotonou, l'usage thérapeutique (plante entière en décoction dans 60 % des cas) est dominant, elle est la 4e plante médicinale la plus utilisée.
Outre les propriétés détaillées ci-dessous, la plante est reconnue pour ses potentiels anti-bactérien,, antiviral et immunomodulateur. Des  hétérosides spécifiques à la margose, les karavilosides, sont souvent citées. Le patch antipyrétique à partir d'extrait alcoolique de feuille a été expérimenté avec succès (dilution 1%) en Indonésie (2021).

#### Activitéantidiabétique

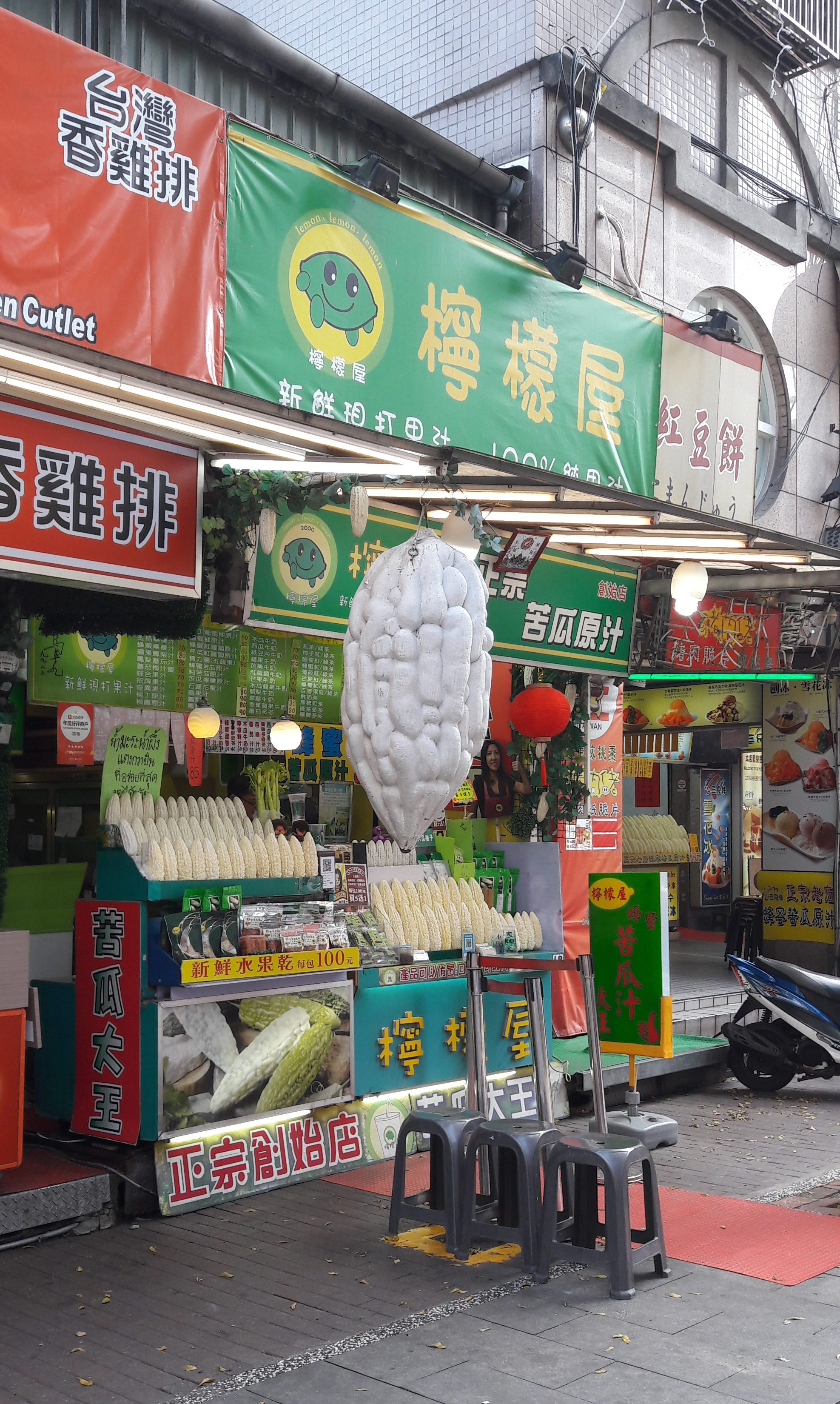
Vente de jus de margose à Taipei.

Il s'agit d'un usage fréquent en médecine traditionnelle qui est en train de déboucher vers une médication du diabète humain. Les recherches visent spécialement le diabète de type 2, le degré de maturité du fruit importe peu. Une synthèse exhaustive des publications a été faite en 2020 par une équipe brésilienne: Momordica charantia L. no tratamento de diabetes melittus . En 2021, les mécanismes d'action des saponines de Momordica charantia dans les cellules β pancréatiques (augmentation les taux d'ARNm et de protéines de l'IRS-2, inhibition de phosphorylation) conduisant à la sécrétion d'insuline ont été décrits à l'échelle des protéines par une équipe de chercheurs de Shandong.

##### Chez l'animal
Les expérimentations animales ont montré que les extraits de margose augmentent la sécrétion d'insuline du pancréas, diminuent l'absorption intestinale du glucose, augmentent l'absorption et l'utilisation du glucose dans les tissus périphériques, et augmentent la sécrétion de GLP-1. Le corpus d'essais sur animaux démontre un effet préventif et curatif d'une alimentation comprenant la margose ; outre les propriétés hypoglycémiques on a observé une atténuation des effets indésirables liés au diabète dont une activité de néphro-protectrice, une perte de poids. Chez le rat, l'administration de jus de margose à forte dose (10 ml par kg. de poids corporel) a un effet antidiabétique rapide (4 jours) supérieur à celui de la décoction, à 400 mg d'extrait de margose par kg une perte de poids est rapidement induite, dès une semaine, accompagnée d'un baisse des triglycérides sanguins. Les substances actives font l'objet d'un inventaire quasi complet, dont certains tri-terpénoïdes spécifiques et 3 saponines : charantine, cucurbitacine et momordicoside D qui agissent directement sur GLP-1 et l'inhibiteur DPP-4 , acide gentisique 5-O-β-D-xylosidel qui supprime l'expression de Cox-2 et IL-6 (2019). En 2019, les composés 3β,7β,25-trihydroxycucurbita-5,23(E)-dien-19-al, charantal, charantoside XI, et 25ξ-isopropenylchole-5, 6-ene-3-O-D-glucopyranoside extraits de la plante ont été isolés, purifiés, contrôlés et testés : ils inhibent tous significativement α-amylase et α-glucosidas et ont une activité anti-inflammatoire par régulation négative de l'expression des gènes du macrophage lipopolysaccharide. Une étude indonésienne (2021) met en évidence le rôle de PR-3, bactérie endophyte de Momordica charantia, dans la production de l'enzyme alpha-glucosidase, inhibitrice de la glucosidase (elle empêche la digestion des glucides, en particulier de l'amidon en glucose) . Selon une publication taïwanaise (2021) le chauffage à 70 °C pendant 12 jours des margoses améliore l'effet inhibiteur de l'α-glucosidase . 
La compatibilité entre le jus de margose et la metformine a été mesurée chez la souris diabétique, l'action des métabolites de la margose s'additionne à celle de l'antidiabétique usuel, complémentaire à faible dose, elle induit une hypoglycémie quand les animaux consomment du jus de margose 2 fois par jour. En étudiant in vitro l'activité régulatrice de l'alpha-amylase de la feuille des chercheurs philippins concluent à l'existence de mécanismes synergiques amplificateurs .

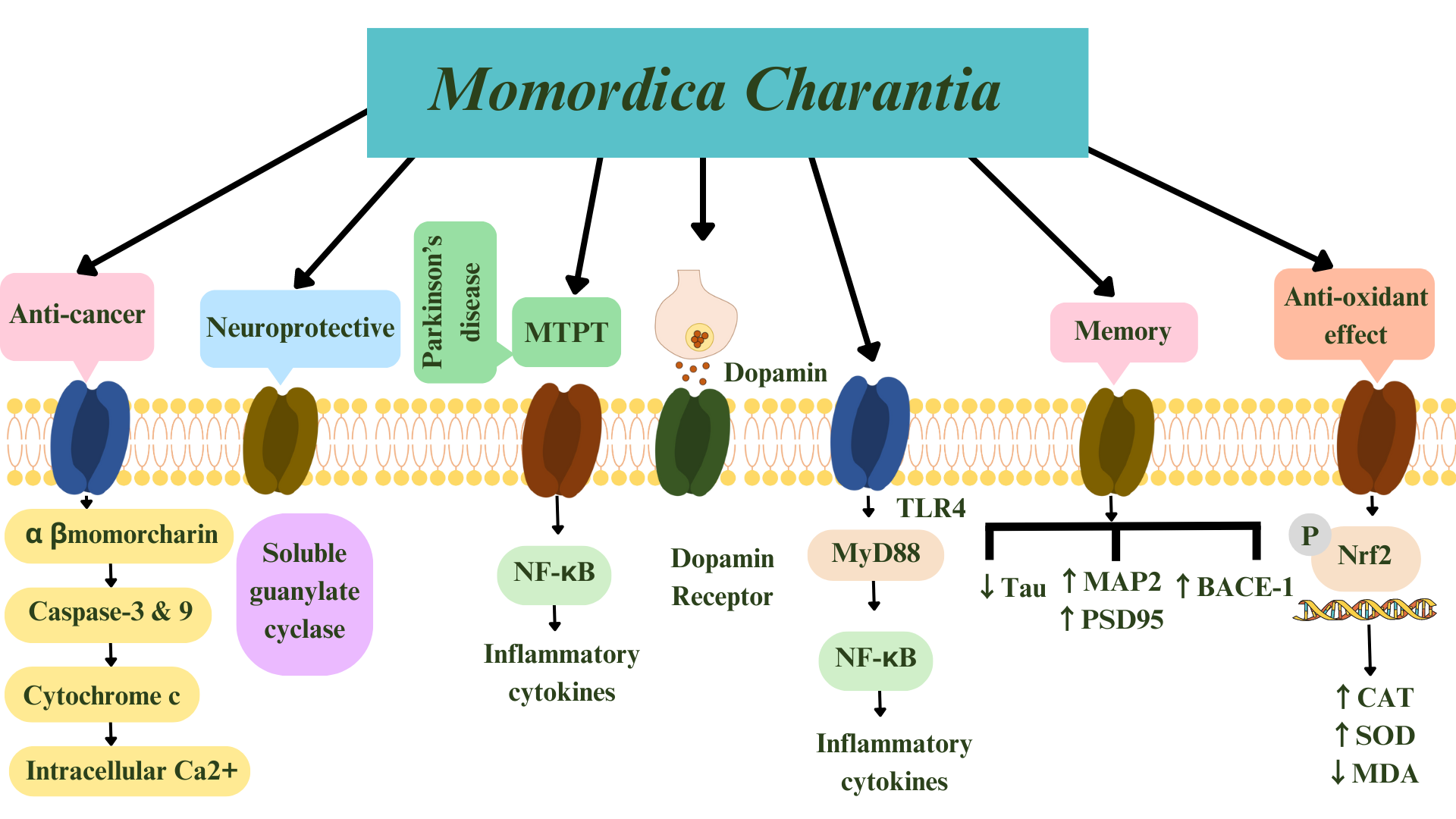
Résumé graphique des effets de Momordica charantia S. Adarmanabadi et al. (2024): antioxydant, anticancéreux, anti-gliome, anti-Alzheimer et anti-Parkinson.

##### Chez l'homme
Chez l'homme, 10 essais contrôlés randomisés ont démontré que la monothérapie par M. charantia réduit significativement la glycémie plasmatique à jeun (−0,72 mmol/L), la glycémie postprandiale (−1,43 mmol/L) et l'hémoglobine glyquée HbA1c (−0,26 %) par rapport à un placebo, avec des effets sur 4 à 16 semaines. Une étude clinique pilote a rapporté que l'utilisation adjuvante de 200 ml/jour de jus frais de M. charantia en complément des médicaments antidiabétiques conventionnels réduisait la glycémie à jeun et postprandiale de 30 et 32 %, respectivement, chez les patients diabétiques de type 2 sur 90 jours.

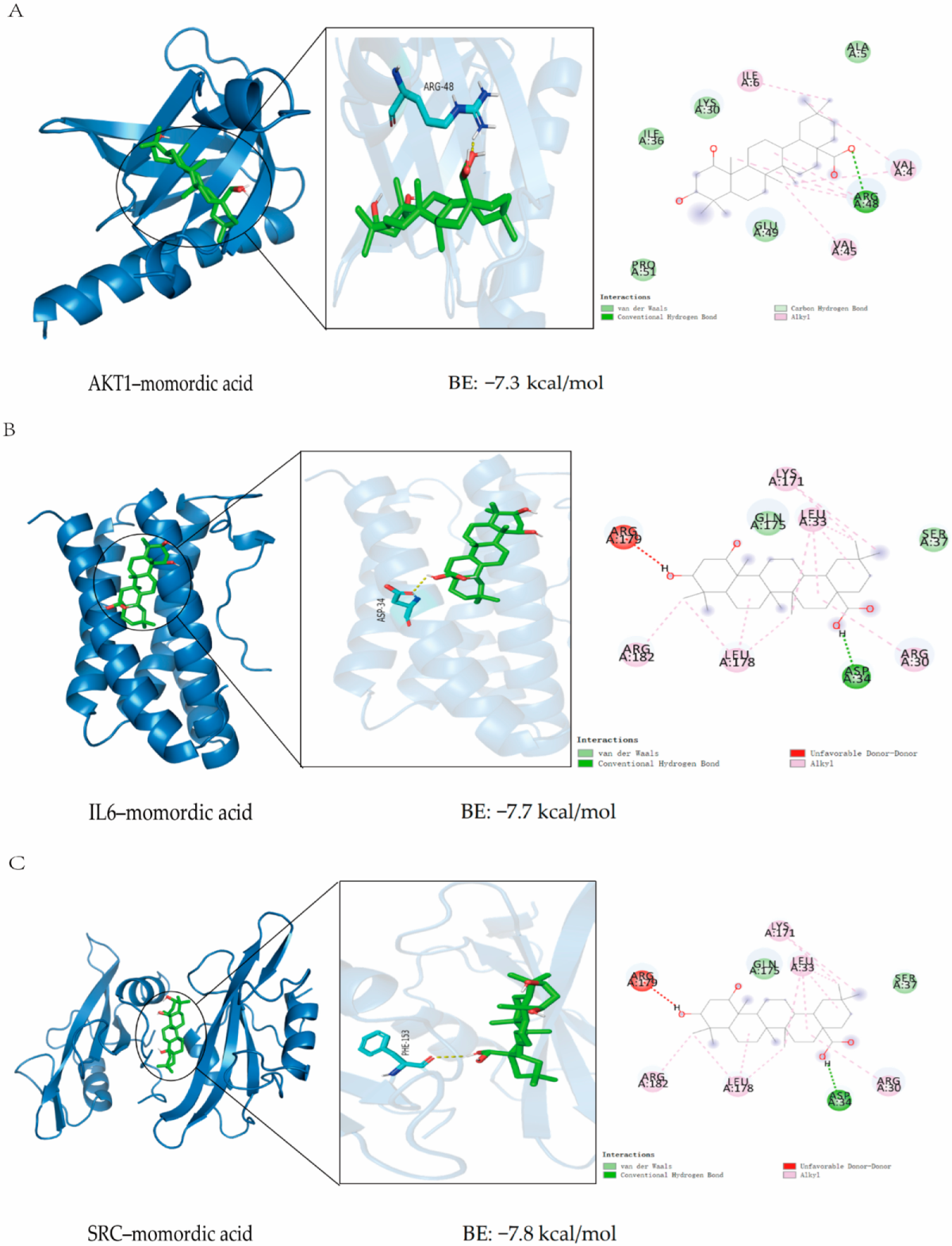
Amarrage moléculaire : (A) AKT1–acide momordique. (B) IL6–acide momordique. (C) SRC–acide momordique (Yang Nui et al. 2025).

La méthode d'amarrage moléculaire a permis à des chercheurs de l'Université d'Hanoi (2021) d'isoler 2 composés organiques de la margose: la lutéoline-7-O-glycoside, le δ-cadinène qui ont des propriétés similaires à celles d'un médicament inhibiteur de Protein tyrosin phosphatase 1B (bonne absorption intestinale, non métabolisés dans le foie, excrétion par les reins et faible toxicité), autrement dit potentiellement utiles pour le traitement du diabète de type 2 . Concernant la lutéoline qui augmente l'acétylcholine dans les neurones en se liant aux enzymes de ses voies métaboliques et a une activité dans la perte de mémoire, une revue iranienne (2024) souligne des effets sur de nombreux troubles neurologiques liés à l'âge. Des analyses protéomiques (2025) ont identifié 121 cibles comme candidates potentielles pour une intervention dans le diabète de type 2 par les triterpénoïdes de type cucurbitane dans M. charantia, les modes d'ancrage ont été décrits.

##### Amertume et glycogenèse hépatique
Pour répondre à la question « est-ce l'amertume qui agit sur la glycogenèse hépatique ? », une équipe chinoise a isolé les 18 triterpénoïdes du fruit et dosé la glyconéogenèse linguale et hépatique de chacun. Six d'entre elles étaient amers, dont 3 (karaviloside III, goyaglycoside C, momordicoside F2) plus amers que la caféine. Ils ne font pas partie des 4 les plus actifs pour inhiber la  glycogenèse hépatique (momordicoside Y, charantoside C, momordicoside F1 et momordicoside G). Les auteurs concluent que « l'activité hypoglycémiante des triterpénoïdes n'est pas corrélée à leur amertume. »

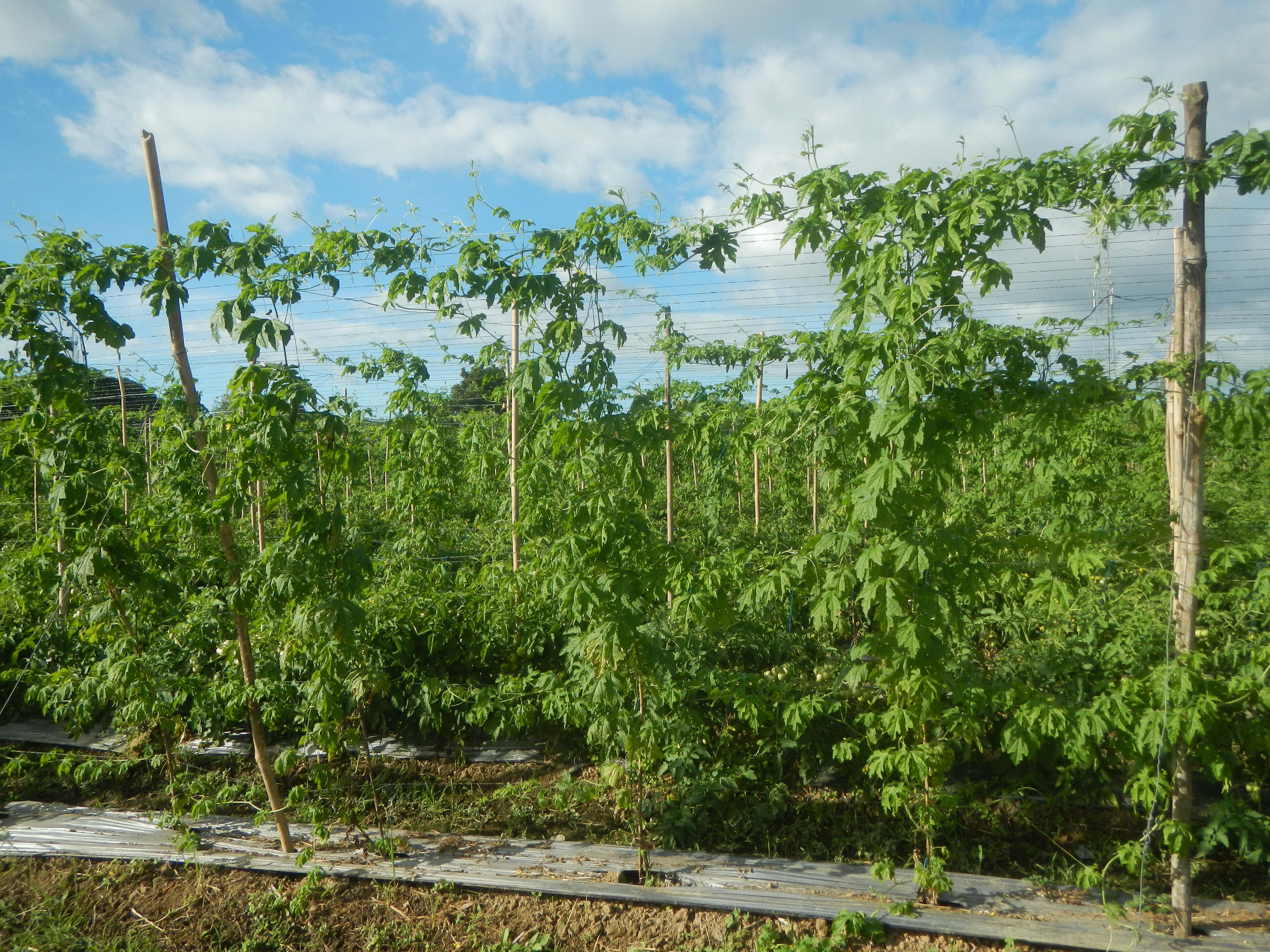
Culture de margoses aux Philippines.

#### Activitéantioxydanteetanti-inflammatoire
Les hétérosides antioxydants de la margose ont des propriétés protectrices et thérapeutiques démontrées chez l'animal et pour certaines chez l'homme in vitro. Une peptide de la graine a démontré un effet anti-inflammatoire sur le macrophage humain. Une équipe indonésio-malaise écrit (2013) que les extraits de M. charantia ont « la plus haute activité réductrice et anti-α-glucosidides: 692,56 ± 43,38 mM d'extrait AscAE / g; 66,64 ± 2,94%, respectivement».

##### Protection contre le stress oxydatif et divers polluants
L'extrait du fruit protège les souris atteintes de cirrhose graisseuse, atténuent le stress oxydatif . Pour l'hyperammoniémie, une protection cardiaque des souris diabétiques a été démontrée. Chez la levure (2018), l'un de ces hétérosides agit sur la régulation de l'expression des gènes impliqués le vieillissement.
Les effets protecteurs des polysaccharides de M. charantia dans l'infarctus du myocarde ont été analysés à partir d'une expérimentation chez le rat, qui montre notamment l'amélioration de la  cholestérolémie. Partant de l'association démontrée entre le métabolisme du cholestérol et la maladie d’Alzheimer une équipe indienne a administré à des rats rendus amnésiques par la scopolamine une pâte de M. charantia pendant 2 semaines: à partir de 300 mg/kg/jour les animaux recouvrent la mémoire. Une seconde équipe indienne donne des résultats convergents chez la souris rendue amnésique par le même moyen en utilisant une forme pulvérulente d'extrait.
Chez l'homme, l'administration pendant 3 mois de 1,5g/jour d'extrait sec de margose, réduit significativement la douleur causée par l'arthrose du genou. L'extrait de margose protège les cellules neuronales de l'hippocampe contre la neurotoxicité induite par les poluants de type hydrocarbures aromatiques polycycliques (HAP) grâce à son stigmastérol et sa vitamine E, en modèle murin et in vitro (2021).

##### Protection contre laréponse inflammatoire
En bloquant l’induction de cytokines et d'oxyde nitrique synthase les triterpenoïdes extraits de la margose limitent le processus inflammatoire d'après expérimentation in vitro sur des hépatocytes de rat (2019). L'action anti-inflammatoire de l'extrait alcoolique de margose est décrite (2018) à l'échelle des protéines: la régulation du stress-oxydatif et les cibles sont inventoriées.
Au niveau génétique, l'effet anti-oxydant a été observé par la régulation de l'expression de 4 gènes de la levure K6001 (expression réduite chez UTH1 et SKN7, accrue chez SOD1 et SOD2).

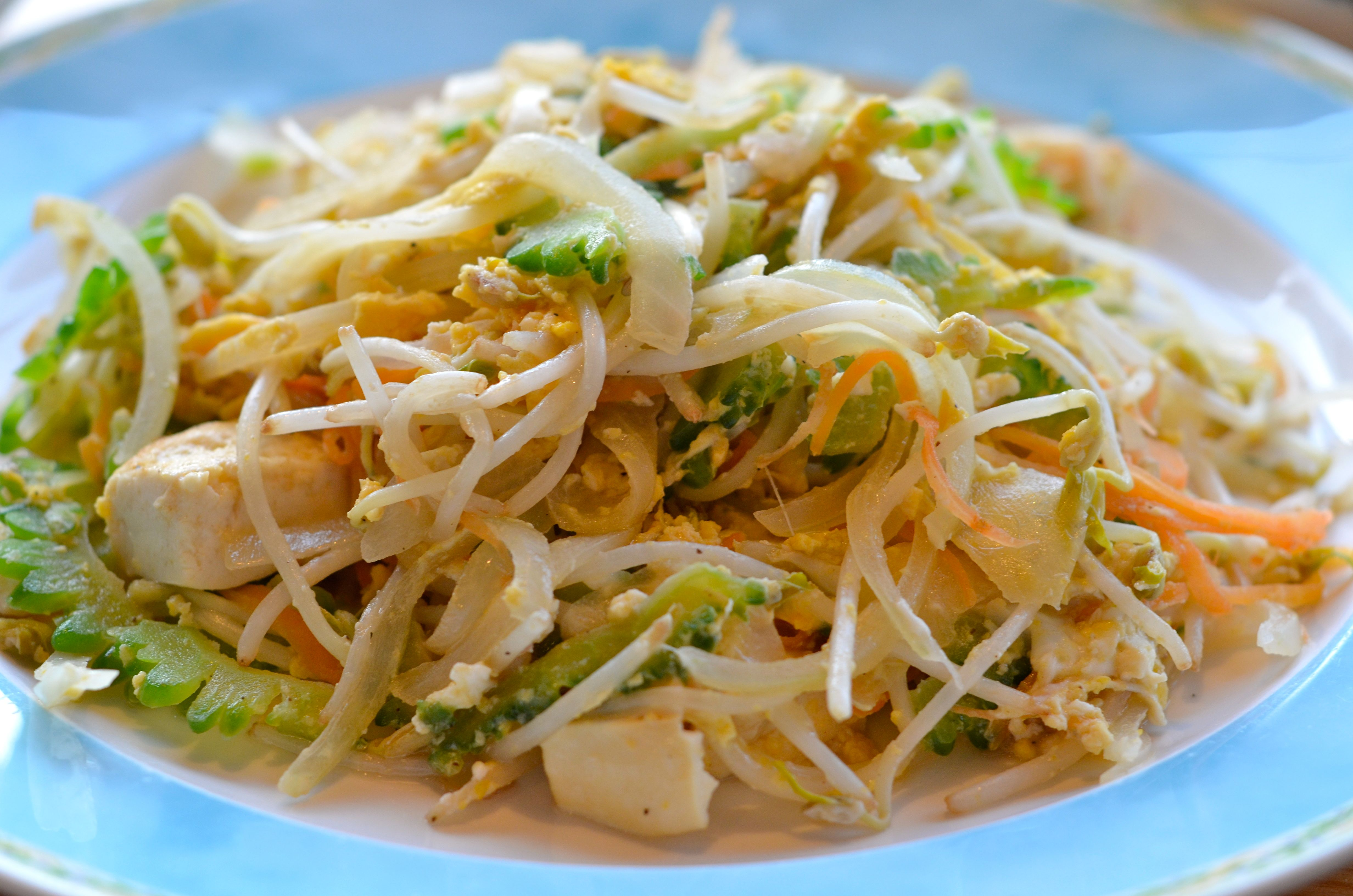
Goya chanpurū: au tofu et aux oeufs.

#### Activité anti-obésité
En 2004 est publié le travail de Qixuan Chen : Anti-obesity Effect of Bitter Melon. L'effet inhibiteur de la lipogenèse et la stimulation de la lipolyse dans les adipocytes humains sont décrits in vitro en 2010 par une équipe américaine. En 2013, il est démontré que l'extrait de margose atténue l'inflammation du tissu adipeux causé par l'obésité chez la souris. Les mécanismes de réduction des taux de lipide et d'insuline sont décrits en 2016 dans le modèle murin pour un traitement de 8 semaines de souris obèses, dont les effets sont qualifiés de spectaculaires par les auteurs. L'obésité touchant la Corée et la Chine, dès 2014 des études sont réalisées en vue de produire des compléments alimentaires à base d'extraits de margose. Les premiers compléments alimentaires apparaissent sur le marché la même année. À ce jour, tandis que se généralise la commercialisation de compléments alimentaires extraits de margose, la démonstration de l'effet anti-obésité selon les protocoles standardisés n'a pas été réalisée chez l'humain.

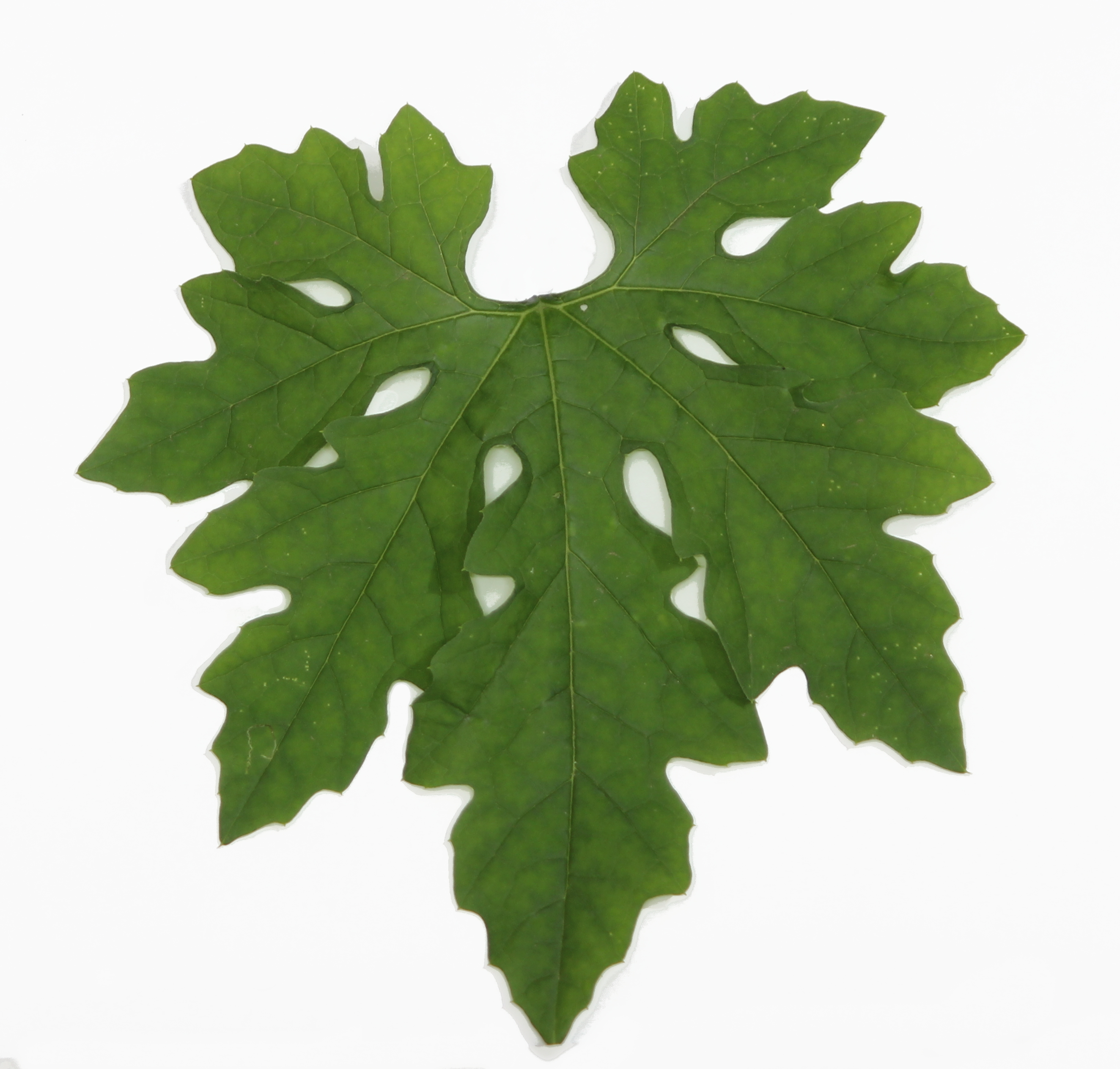
Feuille de margose.

#### Activité anticancéreuse
Les expérimentations animales ont démontré une action sur divers cancers: pancréas, à noter une atténuation des effets de la chimiothérapie pour ce cancer (2018), foie, peau, cerveau, carcinome adrénocortical, estomac, langue, pharynx, etc. Parmi les cancers les plus fréquemment cités :
- Cancer de la bouche : L'extrait de margose régule la surexpression des gènes du système immunitaire et prévient ou retarde la progression du cancer de la bouche dans le modèle murin[132],[133]. Son action sur les cellules OSCC Cal27 humaines implantées chez la souris est décrite : inhibition du cycle cellulaire, de la signalisation et induction de l'apoptose, dans ces cellules il inhibe le métabolisme du glucose et des lipides et module le système immunitaire pour prévenir le cancer de la bouche[134]. Cancer de la langue: démonstration in vitro de l'apoptose des cellules du cancer humain A549 sous l'effet d'extraits de margose chinoise[135].
- Cancer du côlon : L'incidence du cancer du colon est faible en Asie du Sud-Est, où la margose est consommée, un effet préventif du cancer du colon est suspecté et démontré chez l'animal. Les extraits de margose induisent une apoptose dans les cellules cancéreuses humaines. La consommation de margose pendant une chimiothérapie de ce cancer est recommandée par divers auteurs[54].
- Cancer de la prostate : Il s'agit d'un usage thérapeutique traditionnelle[136], l'action antitumorale in vitro a été démontrée chez l'homme[137] et chez l'animal.
- Cancer du sein : Les effets préventifs et curatifs sur l'homme sont de mieux en mieux documents depuis 2009, les agents anti-prolifération et les mécanismes d'action sont décrits[138],[139],[140].
- Cancer du foie et fibrose hépatique : Un glycosides triterpéniques de la margose (karaviloside III) a été identifié par une équipe chinoise[141] comme un agent de chimiothérapie pour traitement et la prévention de la fibrose hépatique ou cancer du foie chez la souris (2018).
- Cancer du pancréas d'autres triterpènes de type cucurbitane ont été identités, en 2019 par une autre équipe chinoise, avec une importante cytotoxicité contre des cellules HeLa et une activité cytoprotectrice est démontrée in vitro sur trois lignées cellulaires de cancer pancréatique humain, HeLa, Caco2 et U87[142].
- Cancer du poumon : L'extrait de M. charantia n'induit pas directement l'apopthose des cellules cancéreuses du poumon A549 mais perturbe leur métabolisme énergétique: perte de la respiration, perte de la fonction mitochondriale ce qui conduit à la mort cellulaire [143].

#### Cicatrisation
Chez le lapin, l'application cutanée directe de pâte ou crème de margose améliore la cicatrisation (2012) , de même chez le rat diabétique (2009),. Chez le rat encore, le macérat de margose dans l'huile d'olive aide à la guérison des blessures (2015). Après une série d'études, Srijit Das a publié en 2017 sur les modes d'administration, il a été récompensé pour ses travaux sur les lésions cutanées associées au diabète par le prix IRPF et Phytochemical Society of Europe pour les résultats prometteurs de ses recherches.
Une communication indonésienne (2018) montre que chez le rat atteint d'une brûlure au second degré l'extrait alcoolique de fruit broyé réduit la durée d’inflammation de la plaie et sa surface en comparaison d'un groupe témoins. Dans la muqueuse interne l’extrait de margose améliore la gastrite induite par l'éthanol chez la souris.
Chez le rat (2023) une équipe turque a mis en évidence un effet positif sur la réparation de la fracture du tibia (administration per os).

#### Améliore les symptômes de l'andropause des rats vieillissants
Une équipe chinoise a administré extraits fermentés de margose à des rats mâles vieillissants (2021). Les taux de testostérone totale et libre, la masse musculaire, le temps de nage forcé et le nombre de spermatozoïdes totaux et mobiles ont «considérablement augmenté», et ont réduit la Sex hormone-binding globulin, la graisse abdominale, de cholestérol sérique et de triglycérides.

Chez le rat male âgé, l'administration 40 jours d'un thé de feuille de margose (infusion  8 min à 80°C de 10 g de poudre de feuilles par litre d'eau) entraine une diminution significative du niveau de déhydroépiandrostérone et de l'activité de la peroxydase lipidique, une augmentation des activités catalase et superoxyde dismutase qui se traduit par des effets positifs sur la santé de la prostate (2023).

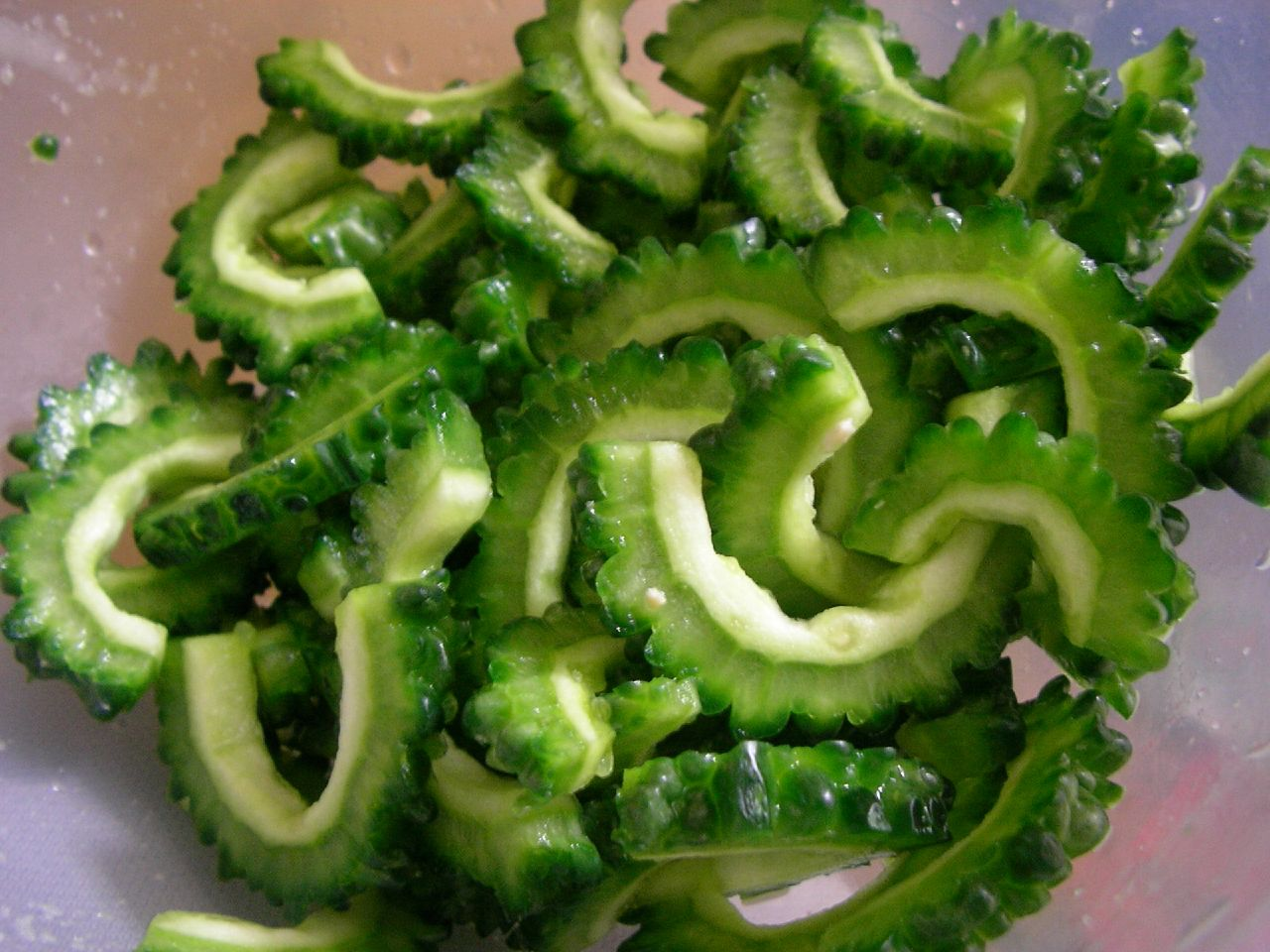
fFuit nettoyé et tranché avant cuisson.

## Cuisine, boissons et recettes
Le péricarpe du fruit est consommé vert car le fruit mûr n'a pas de tenue. Après avoir ouvert le fruit en deux, on élimine l'endocarpe cotonneux et les graines, puis on tranche plus ou moins finement. La désamérisation se fait soit en blanchissant les tranches de margose dans l'eau bouillante non salée (goûter jusqu'à obtenir une agréable amertume résiduelle sans perdre la texture, arrêter la cuisson à l'eau froide), soit au sel pendant une demi-heure. Selon un journal d'Okinawa l'amertume est atténuée par un passage au four micro-ondes. Le péricarpe peut aussi être conservé sec puis réhydraté.
Les feuilles, consommées crues, ont une légère amertume, qui disparaît en infusion. Les effets des méthodes de séchages des feuilles sont encore discutés .
Concernant la durée de cuisson, une publication malaise conclut que « le meilleur choix pour obtenir les meilleures propriétés antioxydantes et anti-glycémiques est une cuisson courte, entre 5 et 10 minutes ». Une publication polonaise (2019) privilégie la cuissons à la vapeur, tandis qu'une publication philippine (2020) précise que la cuisson à la vapeur est recommandée pour conserver les principes nutritionnels alors que la margose bouillie puis sautée a la plus forte teneur en pectine,.

### Cuisine chinoise
La margose est souvent cuisinée avec des œufs en Chine (de même en cuisine malaisienne) par exemple en omelette, cuite à la vapeur ou à la poêle, ajoutée aux potages chinois, servie avec du porc, des oignons, du gingembre, de la sauce aux haricots noirs ; sautée à la poêle, avec du tofu et de la viande. Elle est utilisée dans les marinades. Elle est souvent servie avec des goji. Une présentation colorée est de la farcir au chou rouge.
Une bloggeuse chinoise renommée préconise de faire tremper les margoses coupées en morceaux dans l'eau salée, puis de les laisser égoutter 10 min pour en retirer l'amertume .

L'eau de margose se fait soit par infusion 12 heures de margose finement coupée dans de l'eau soit en broyant le fruit dans l'eau.

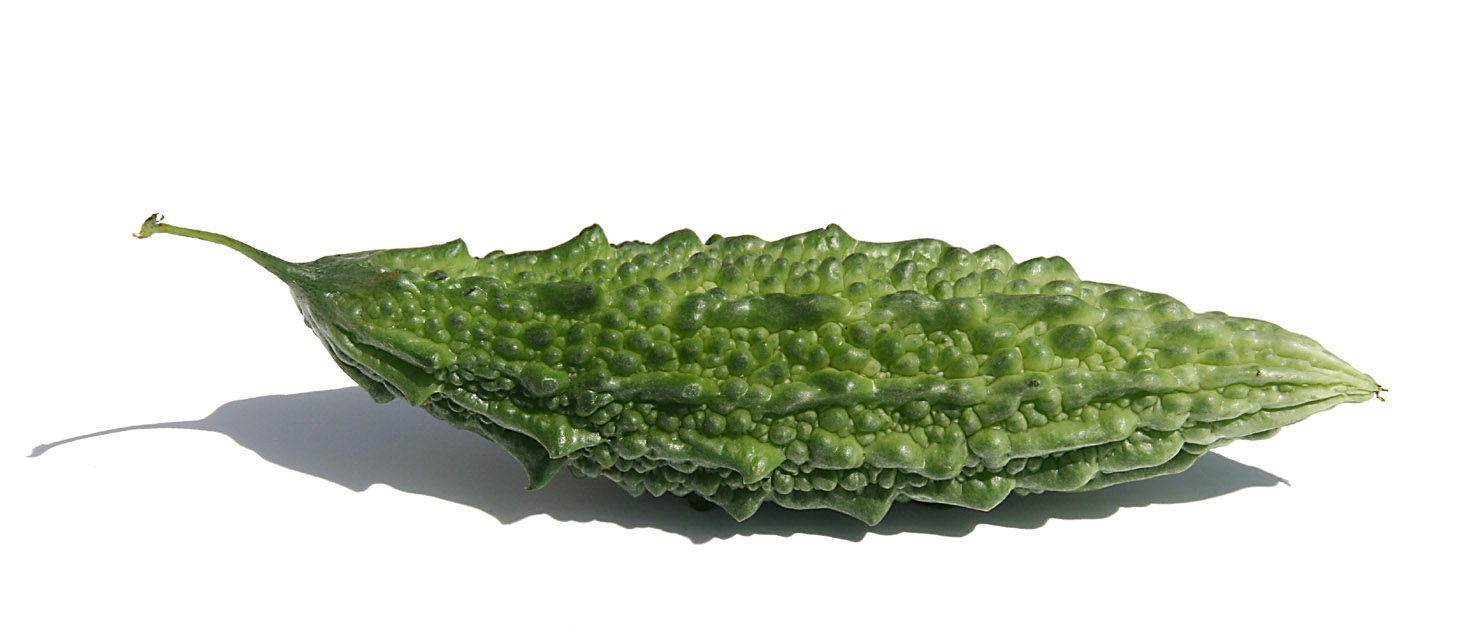
Cultivar indien de Momordica charantia.

### Cuisine indienne
Pas nécessairement désamérisée, la margose la plupart du temps bien assaisonnée est mangée en curry, farcie, en saumure, frite en rondelles, en salade, cuite à la vapeur, en pickles au vinaigre (lesquels peuvent être frits)… Le dal (purée de lentilles cassées) au concombre amer se sert avec du riz.

### Cuisine indonésienne
Appelé peria en indonésien et pare en javanais, on le prépare dans différents plats, dont le gado-gado, frit, cuit dans du lait de coco ou à la vapeur. Dans les régions non musulmanes, on le cuit avec du porc et du piment, la douceur du porc compensant l'amertume du fruit.

### Cuisine japonaise
Très utilisée en chanpurū (sauté avec du porc et des œufs) dans la cuisine d'Okinawa, elle est également consommée partout au Japon avec du riz, du poisson séché et du ponzu. Excellente en tempura, en salade, en tsukemono. Une trancheuse à margose (mandoline qui donne des tranches égales de 4 mm pour une cuisson homogène) spécialement adaptée car elle est dure à l'extérieur et mole à l'intérieur, a été mise sur le marché japonais en 2022.

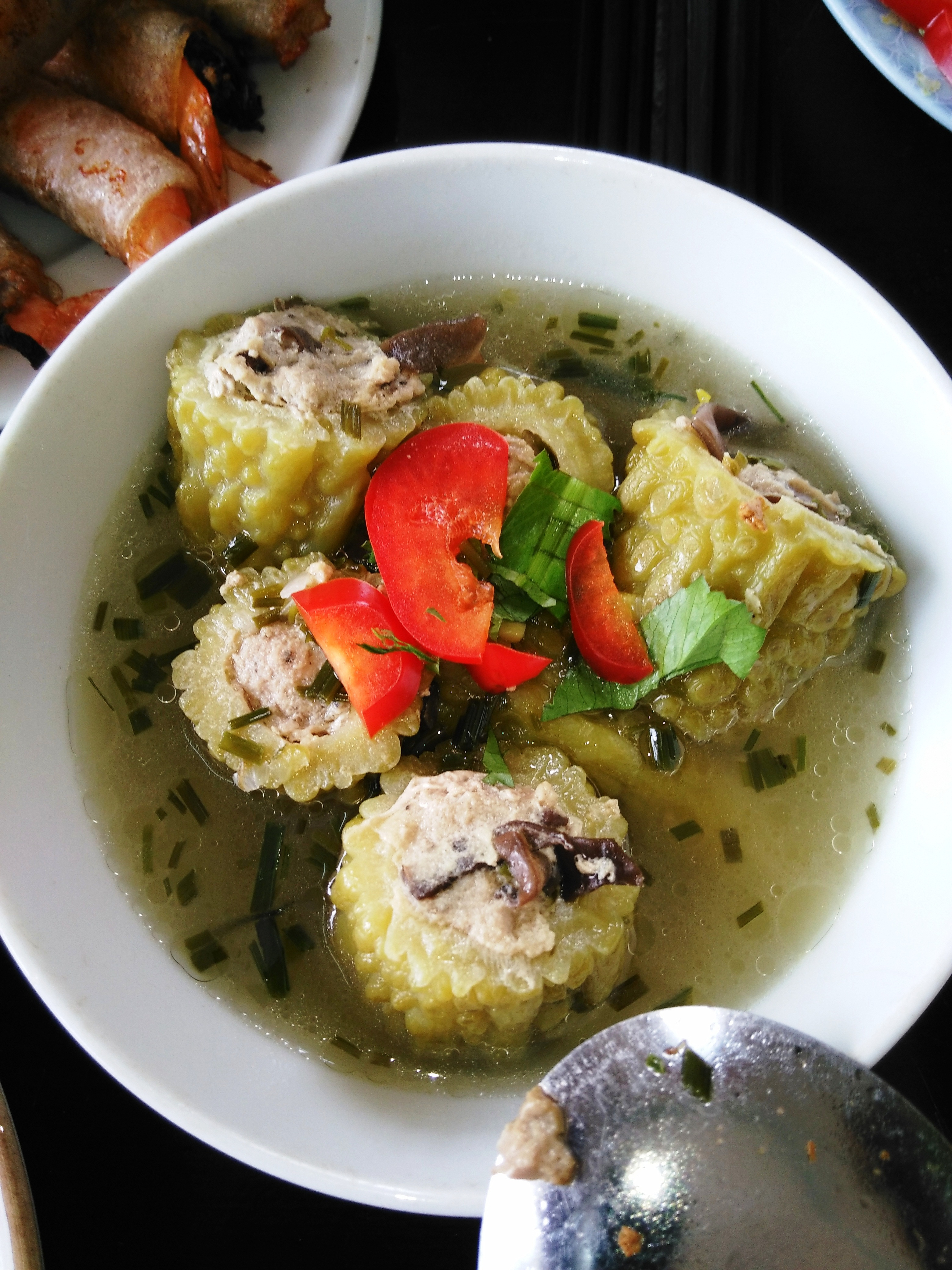
Canh khổ qua nhồi thịt, soupe de margose farcie (à la viande, au poisson, aux fruits etc.), une spécialité vietnamienne appréciée.

### Cuisine philippine
Aux Philippines, c'est l'ingrédient principal pour les plats traditionnels des ilocanos, surtout le pinakbet et le dinengdeng ; des recettes philippines utilisent les feuilles à la manière des épinards ou de l'oseille.

### Cuisine vietnamienne
La soupe de margose (Súp mướp đắng) est une spécialité de la région du lac Lak, partout on en trouve de nombreuses versions, au porc, au bœuf, aux grenouilles, à la tête de serpent... cette soupe avec des tranches de margose farcies est un plat porte-bonheur du nouvel an au sud du pays.

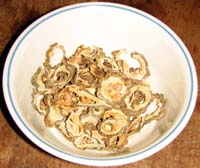
Fruits secs pour infusion.

### Tisane, ou thé de courge amère
Au Viet Nam, le fruit ou la feuille sont séchés pour faire des infusions : trà khổ qua ou thé de margose, bues chaudes ou froides. T. K. Lim signale un thé de margose fermentée à Okinawa .
En français, l'expression thé de courge amère pour désigner l'infusion ou la décoction de concombre amer feuilles ou fruit est la plus usuelle (équivalente à bitter gourd tea, 4000 et 17000 occurrences google respectivement). Il est commercialisé avec les produits asiatiques, en sachets prêts à infuser . On lui prête nombre d'effets favorables, et la RTBF en met (2016) dans sa boisson miracle pour perdre son tour de taille en 4 jours seulement.

## La composition chimique
Une étude taïwanaise (2017) sur la teneur en caroténoïdes, acide ascorbique et tocophérols des margoses commerciales montre des variations considérables selon les cultivars et les maturités des fruits.
Les compositions sont variables selon les sources, USDA et T.K. Lim selon les stades de maturité du fruit.
Le fruit vert est peu calorique : pour 100 g, 17 à 19 kcal, riche en eau (93 à 94 g), pauvre en graisses (0,17 g), en protéines (0.84 à 1,0 g) et en hydrates de carbone (3.7 à 4,2 g). Il contient les quantités usuelles recommandées par les nutritionnistes des minéraux et acides aminés. Le péricarpe du fruit vert contient 6 caroténoïdes, lutéine et α-carotène qui évoluent rapidement pendant le murissement.

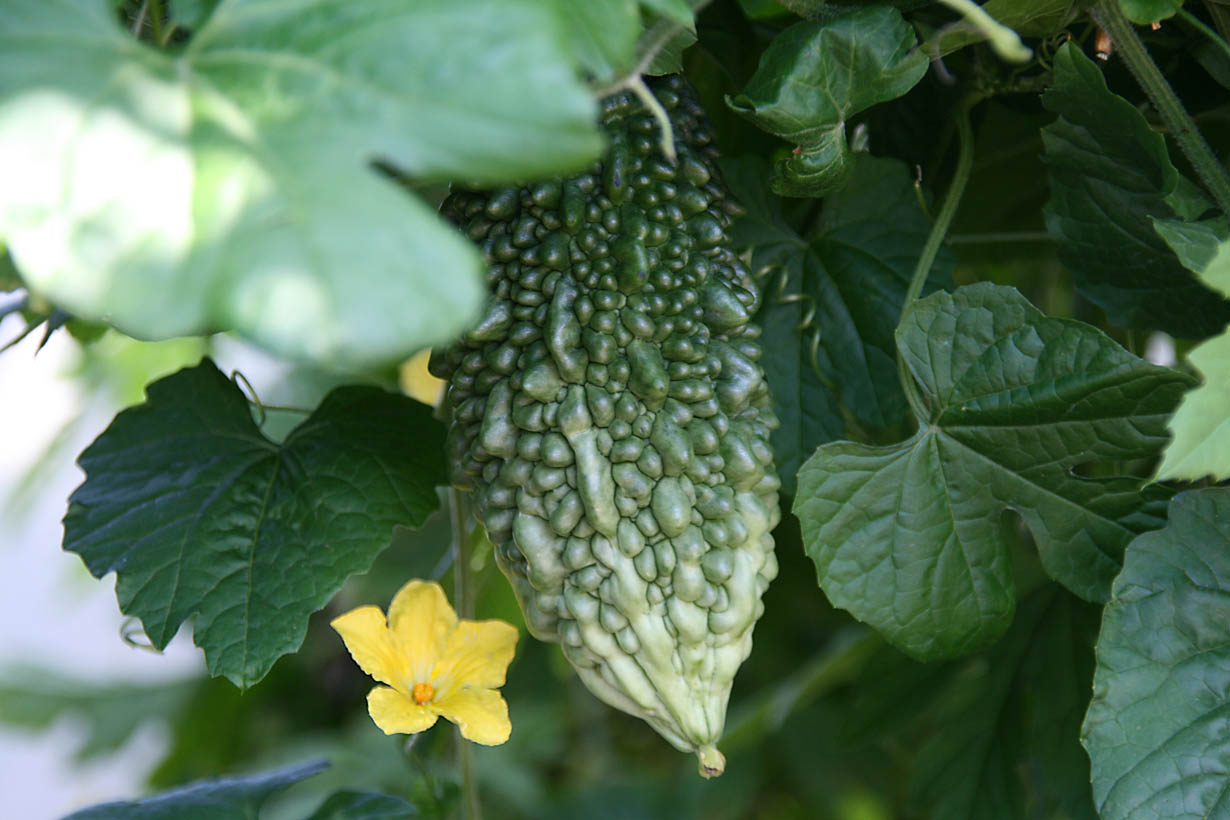
Margose verte.

De nombreux composés ont été isolés dont les terpénoïdes constituent les principaux constituants actifs : triterpènes, dont 8 dans les margoses japonaises, stérol et d'un alcool mono hydroxy-diméthyl (momordol), vincine, momordicoside A et B. 18  composés phénoliques ont été identifiés (dont naringine, chrysine, apigénine et lutéoline dans les fruits immatures, et apigénine et chrysine dans toutes les parties du fruit mûr) par des chercheurs brésiliens (2020) .
Les kuguacines sont des triterpénoïdes qui ont été extraites de toutes les parties de la plantes activités ses propriétés antidiabétiques, anticancéreuses (kugacine J), antigrippales, anti-VIH et antituberculeuses. Leurs propriétés, principalement étudiées in vitro, ont fait l'objet au Brésil d'une synthèse en 2021,.

### Génomique
Le projet de séquençage progresse activement depuis 2021. Nature a publié en février 2021 une cartographie des locus de 6 caractères quantitatifs (LCQ) contribuant au rendement (longueur, diamètre, poids du fruit, épaisseur de la pulpe, le nombre de fruits et rendement par plante) cartographiés avec 19 LCQ. Cette avancée devrait permettre la sélection assistée par marqueurs et la sélection moléculaire dans l'amélioration variétale. Simultanément l'Université agricole du Pendjab a établi un carte de liaison génétique (3144 marqueurs de polymorphisme nucléotidique unique) des phénotypes résistant au virus de la mosaïque jaune de la margose.
La détection des polymorphismes d'insertion-délétion à l'échelle du génome d'une population de 67 courges amères chinoises a donné lieu à une première publication en mars 2021. Les marqueurs polymorphes ont permis de construire la première carte génétique InDel. Une seconde étude (aout 2021) qui porte sur 53 variétés chinoises a établi les marqueurs efficients de diversité et dresse un arbre phylogénétique.

## Le futur du concombre amer

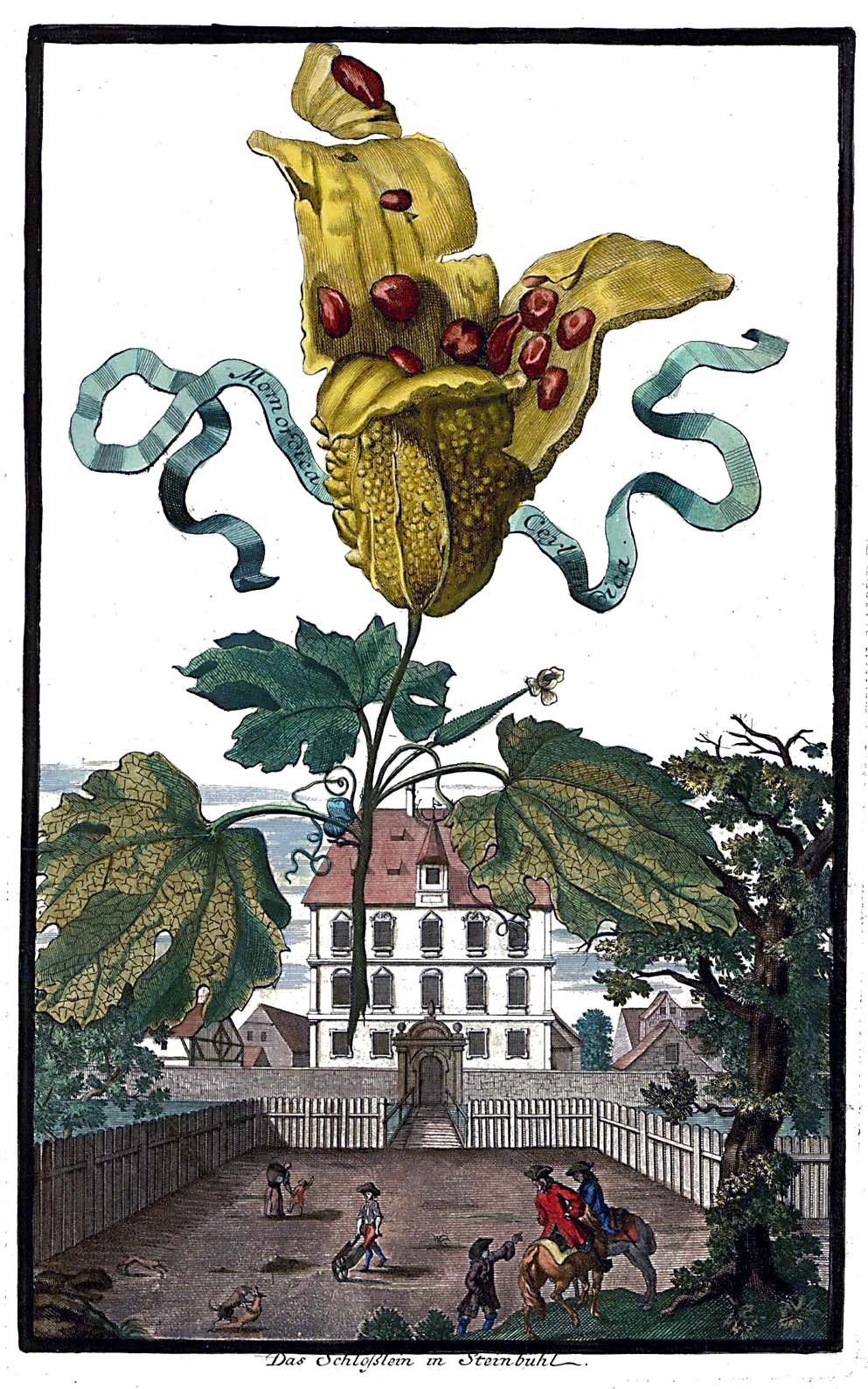
Momordica ceylandica chez Volkamer (1714).

Les gains de productivité et de qualité qui restent à faire sont énormes, le rendement maximum à l'hectare est encore limité à 30 t/an et les cultures se font en plein champ. Une coopération universitaire a publié une plaquette pour l'amélioration de la culture Les conditions de production - micro filtration - de jus de margose sont étudiées en détail (2018)..
Le séquençage du génome (M. charantia ; 2 n = 2 x = 22), dont la biodiversité est importante. Elle permet d'établir des cartes de populations et des ouvre (2021) des perspectives de sélection assistée par marqueurs. En Europe, la "Vegetable Research and Development Station" de Buzău (Roumanie) a sélectionné 4 cultivars adaptés aux conditions pédoclimatiques en vue d'une production locale.
Le jus de margose (Bitter gourd juice, Karela juice) est vendu sous forme de boisson en Inde, forme prête à consommer qui devrait se mondialiser. Les connaissances sur la kuguacine - triterpénoïde actif extrait de la plante - sont synthétisées (2021).
Que ce soit le nombre de publication, l'avancée des recherches concernant le traitement des maladies non transmissibles, il est indubitable que la margose est appelée à devenir un légume de plus en plus utilisé.

## Miscellanées
- « Il est intéressant d'apprendre que les feuilles du Momordica charantia ont été pendant quelque temps employées en Belgique à cause de leur amertume, dans la fabrication de la bière, en remplacement du houblon, et de là on les nommait en flamand : Groot-Bierblad. » (La Belgique horticole, 1861)[193]

- La margose se porte en collier par les Guins-Minas dans les cérémonies religieuses traditionnelles, désormais célèbres, d'Ekpe Soso ou « levée de La Pierre », qui se tiennent au siège du royaume Guin, à Glidji. Les clans Lakpan, d'Anecho et des localités environnantes, la portent également en collier, durant Ekpan Tcho Tcho, cérémonies qui suivent Ekpe Soso et signalent le début des manifestations, rites et invocations marquant le « renouvellement de l'année » (Epe Ekpe). Certains autres clans de la même communauté utilisent l'anyanran en ablutions purificatrices avant des invocations.
- En Chine, le village de Huidong (惠东)[194] est spécialisé depuis 4 siècles dans la culture de la courge amère, grâce à son climat idéal la production est élevée (4 t. par mu = 60 t/ha = 24 t/acre), la presse locale se fait souvent l’écho du faible prix de vente (5 yuans par kg en 2018) qui laisse un goût amer aux agriculteurs[195].
- En chinois, tête de melon amer, face momordique (苦瓜臉) est une expression imagée pour une figure sérieuse ou triste[196].
- Un produit homonyme mais sans rapport: en 2018, le brasseur artisanal Birranova di Triggianello (Bari) a mis sur le marché une bière à fermentation spontanée (Gose) faite à partir d'eau de mer (Mar en italien) dessalée qui porte le nom de Margose, mais n'en a pas le goût, puisqu'elle est légèrement épicée à la coriandre[197].
- Au Togo, une promotion agressive de la culture des margoses (2019) à partir de l'expérience roumaine (Castravetele amar de la station de Buzău) promet qu'un hectare de margose peut apporter un revenu de 250 000 € par an [198].

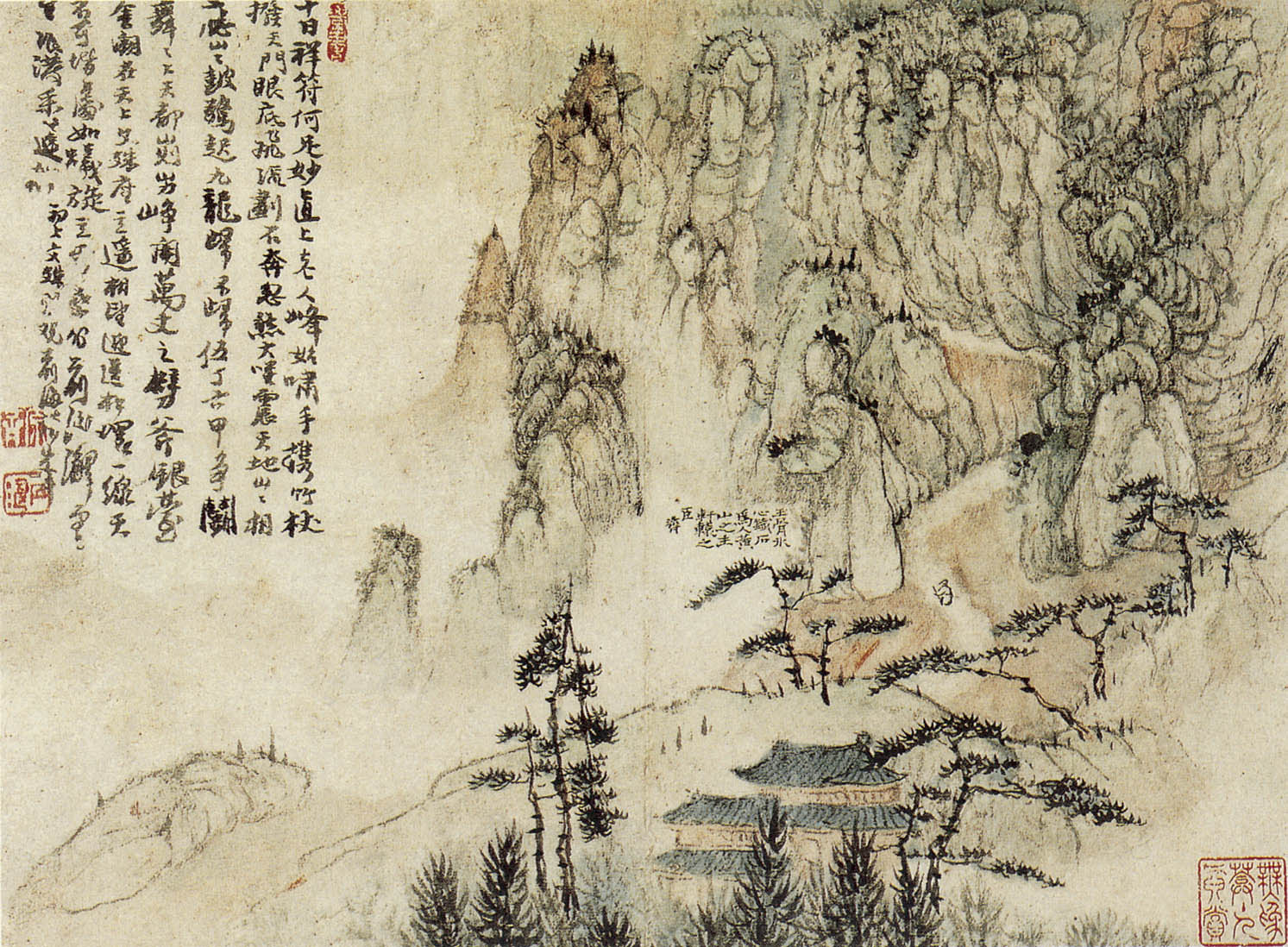
Paysage de montagne par le peintre de la margose - Shitao (avec une certaine amertume).

### Anthologie
- Inspection générale de l'agriculture coloniale. L'Agriculture pratique des pays chauds : Cucurbitacées tropicales III. Paris bulletin du Jardin colonial et des jardins d'essai des colonies françaises. 1907[200].

« La margose (fruit) se consomme en salade ou en cari avec de la morue. Le cari ou kari se fait comme la bouillabaisse marseillaise. Pour l'utiliser, il faut enlever ses parties internes ou trifes (fig. 5) qui ont un mauvais goût. Tout le temps que le fruit ne commence pas à mûrir, on peut le consommer. Le légume étant amer — à Bourbon, on dit : amer comme margose — on lave les tranches avant de les faire cuire ou de faire la salade, avec de l'eau salée pour enlever un peu de son amertume. En enlevant les aspérités qui le recouvrent, on obtient aussi ce résultat.
Non seulement la margose sert à l'alimentation de l'homme, mais cette plante devrait être connue d'une façon toute particulière par les habitants des pays fiévreux. Le principe amer de la margose agit comme la quinine. De vieilles familles créoles qui s'en servent contre le paludisme en disent beaucoup de bien. »

### Shitao, moine (ou peintre) de la courge amère
Le moine chinois Shitoa (1642-1708) s'est lui même donné le nom de peintre de la margose, le plus souvent traduit peintre de la gourde-amère. L'origine de ce mon est confuse dans les sources chinoises : il n'aurait pris aucun repas qui ne comporte de la margose, il avait un pied de margose sur son bureau, il avait le sens de la margose dans sa peinture un charme similaire à la margose : la subtile amertume des coups de pinceau [réf. nécessaire].

## Galerie

### La plante

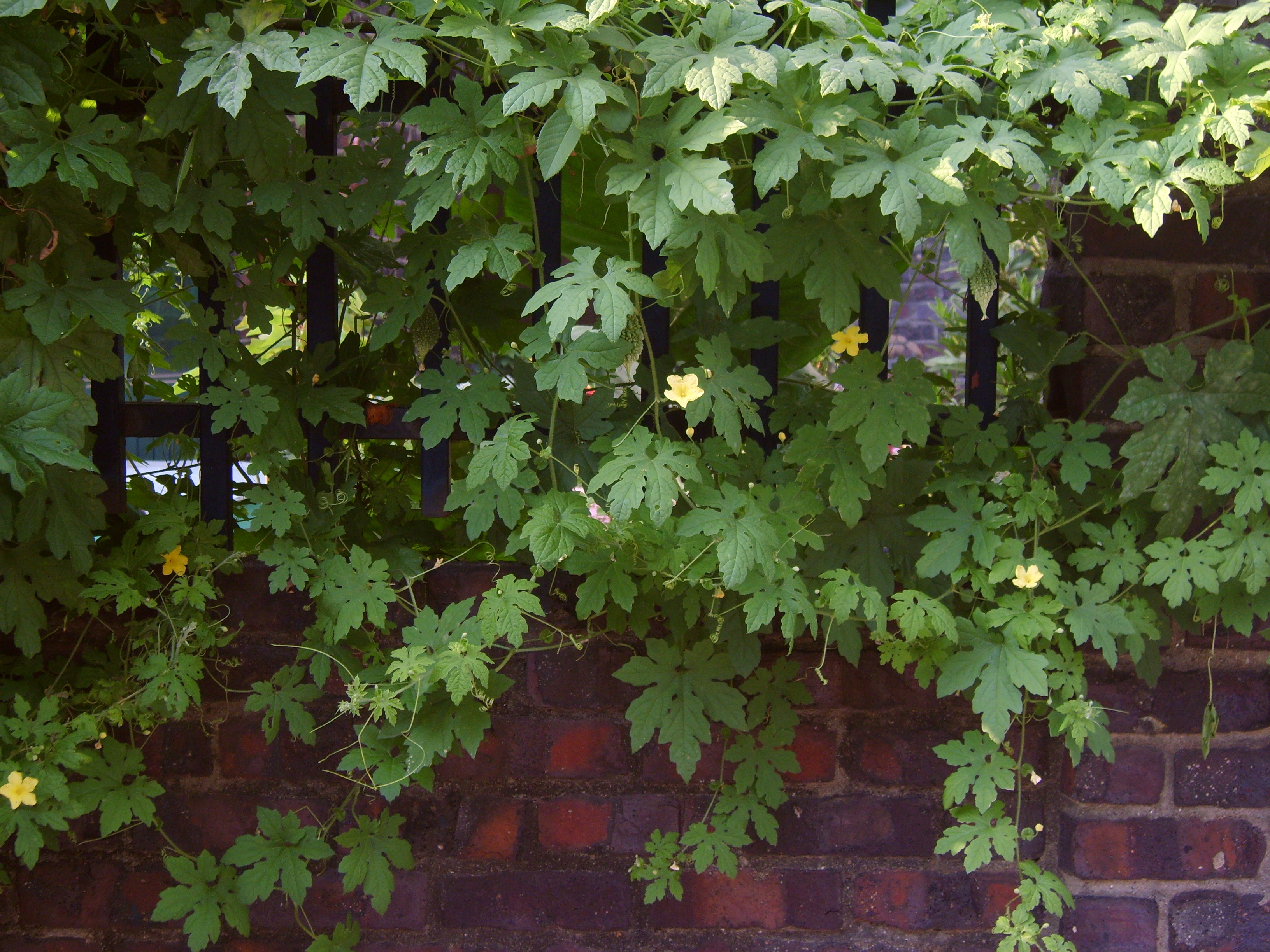
Plante.
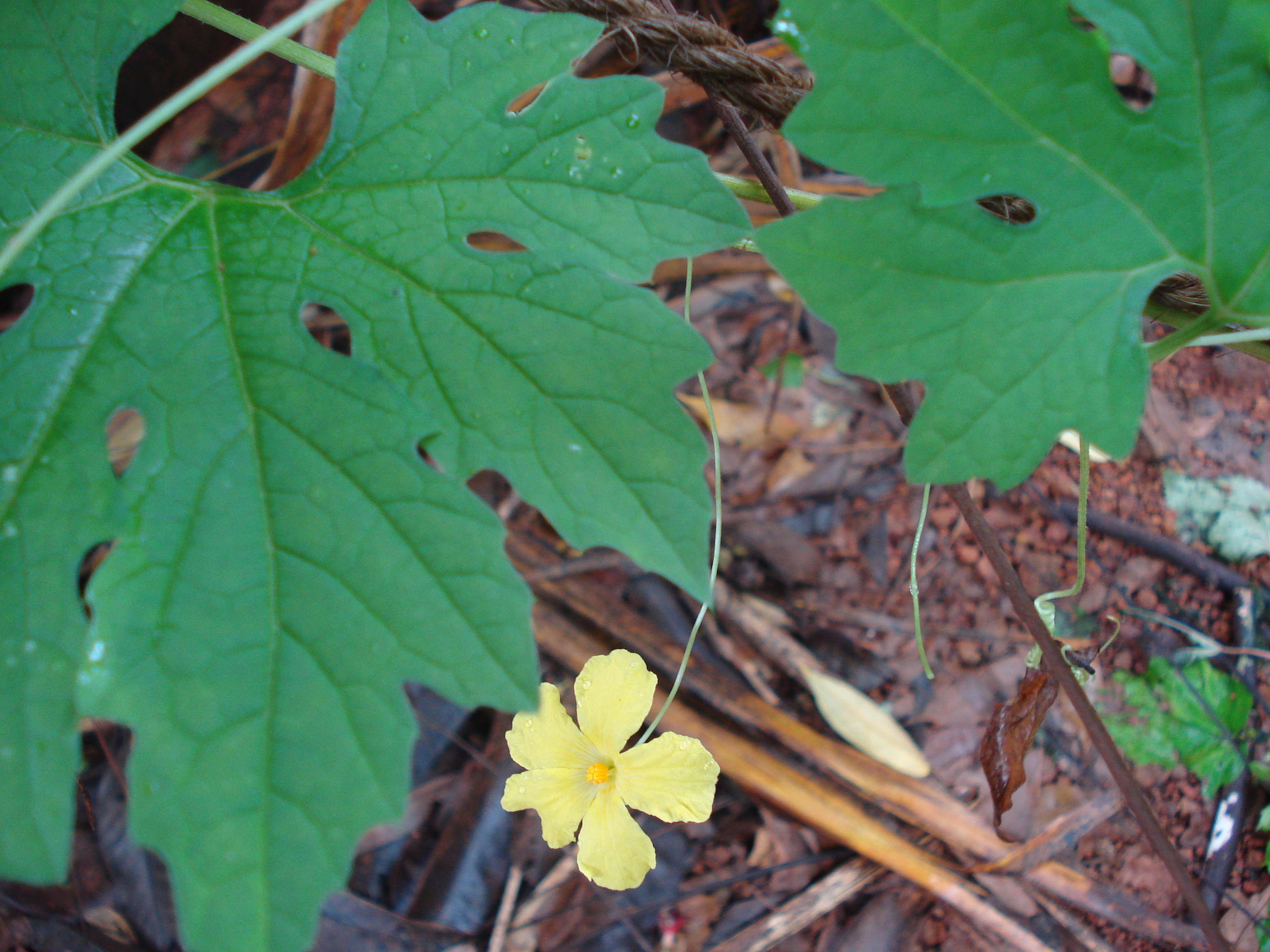
Feuilles et fleur.
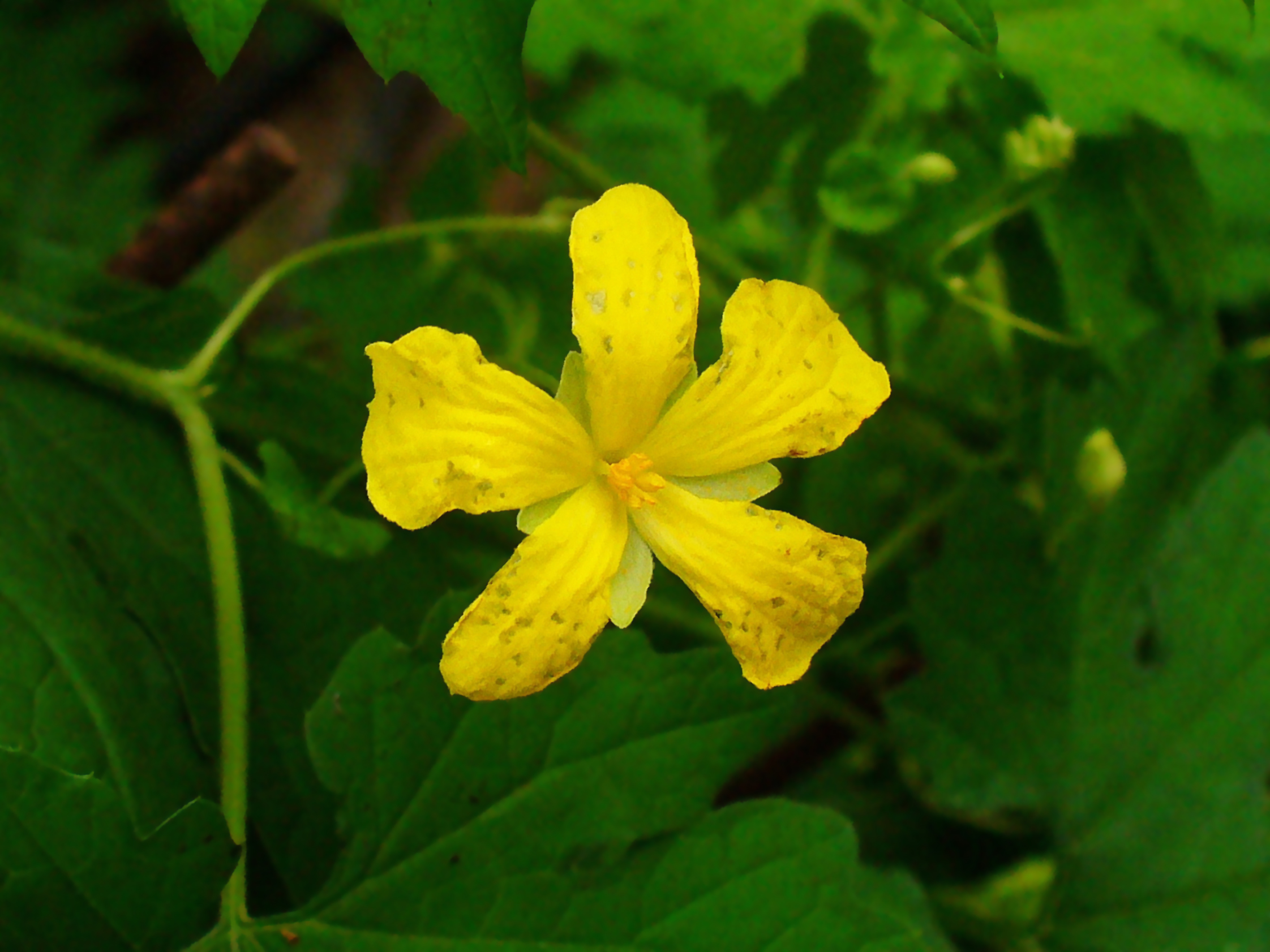
Fleur.
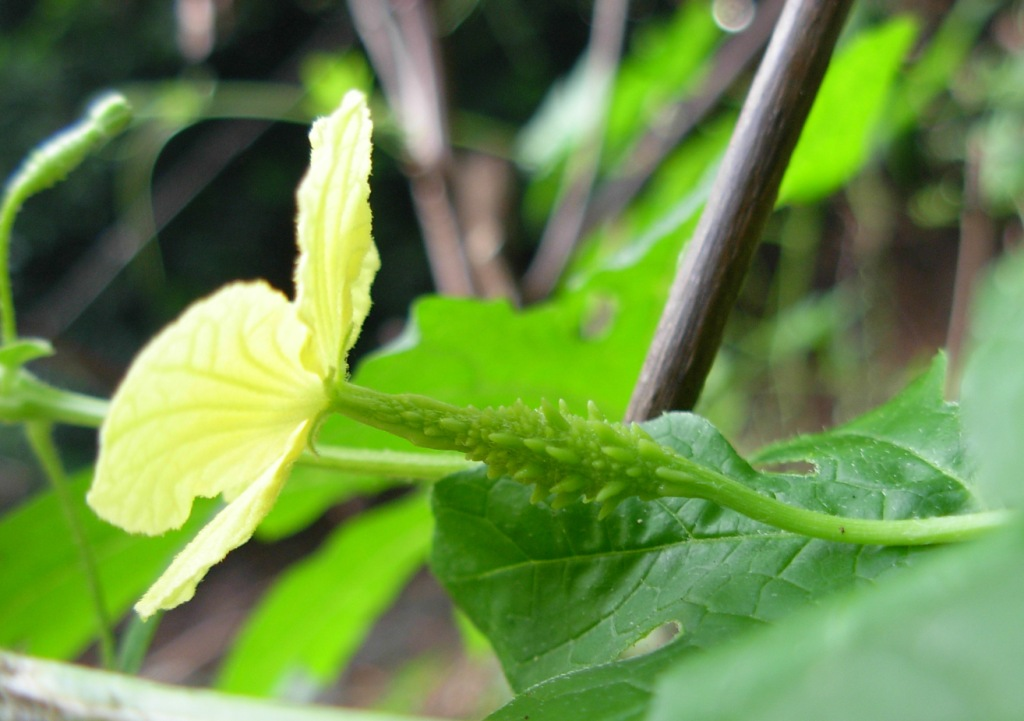
Fleur femelle.
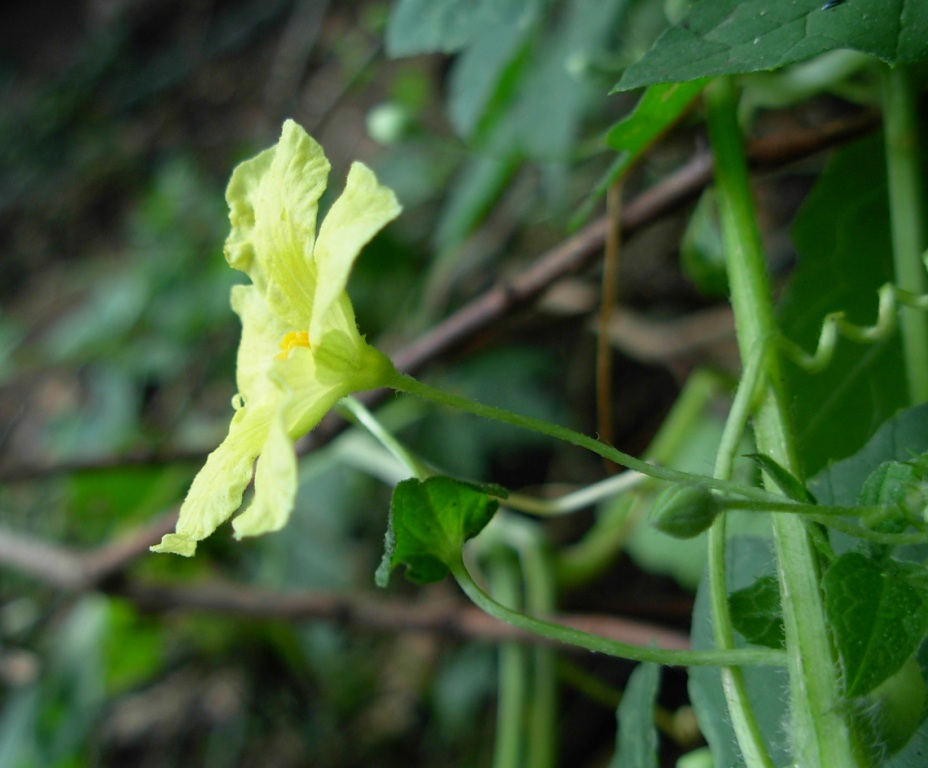
Fleur mâle.
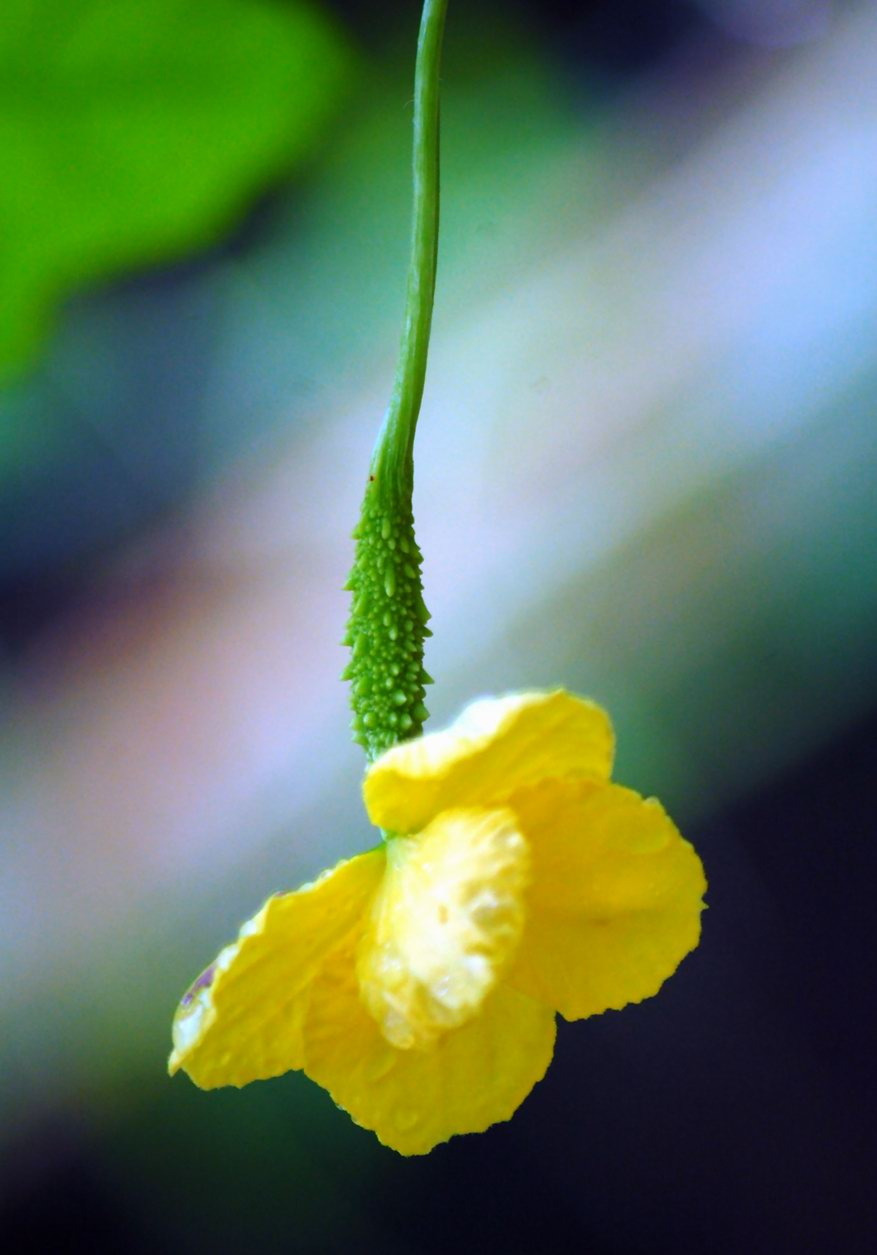
Fruit immature.
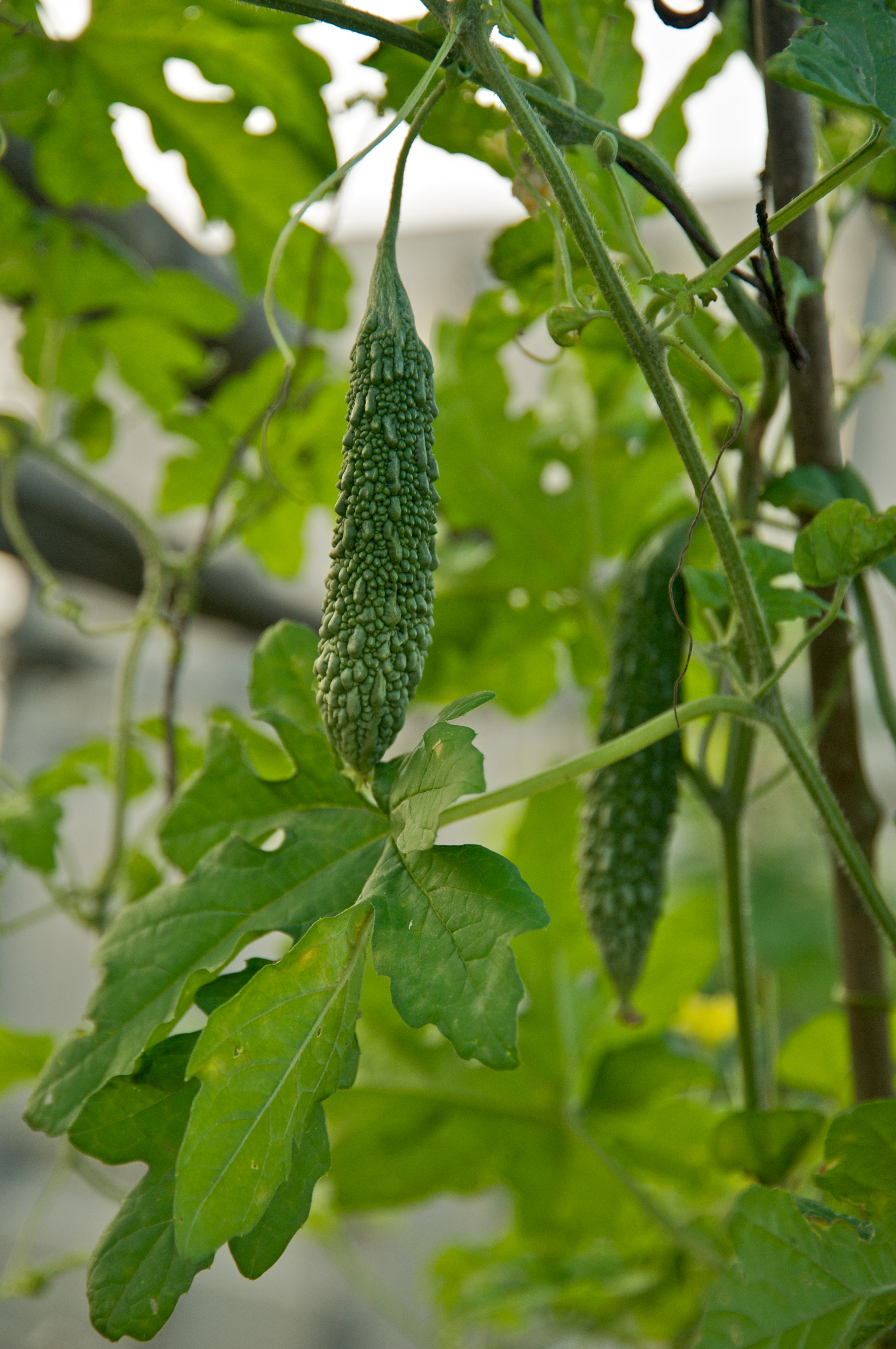
Fruit immature.
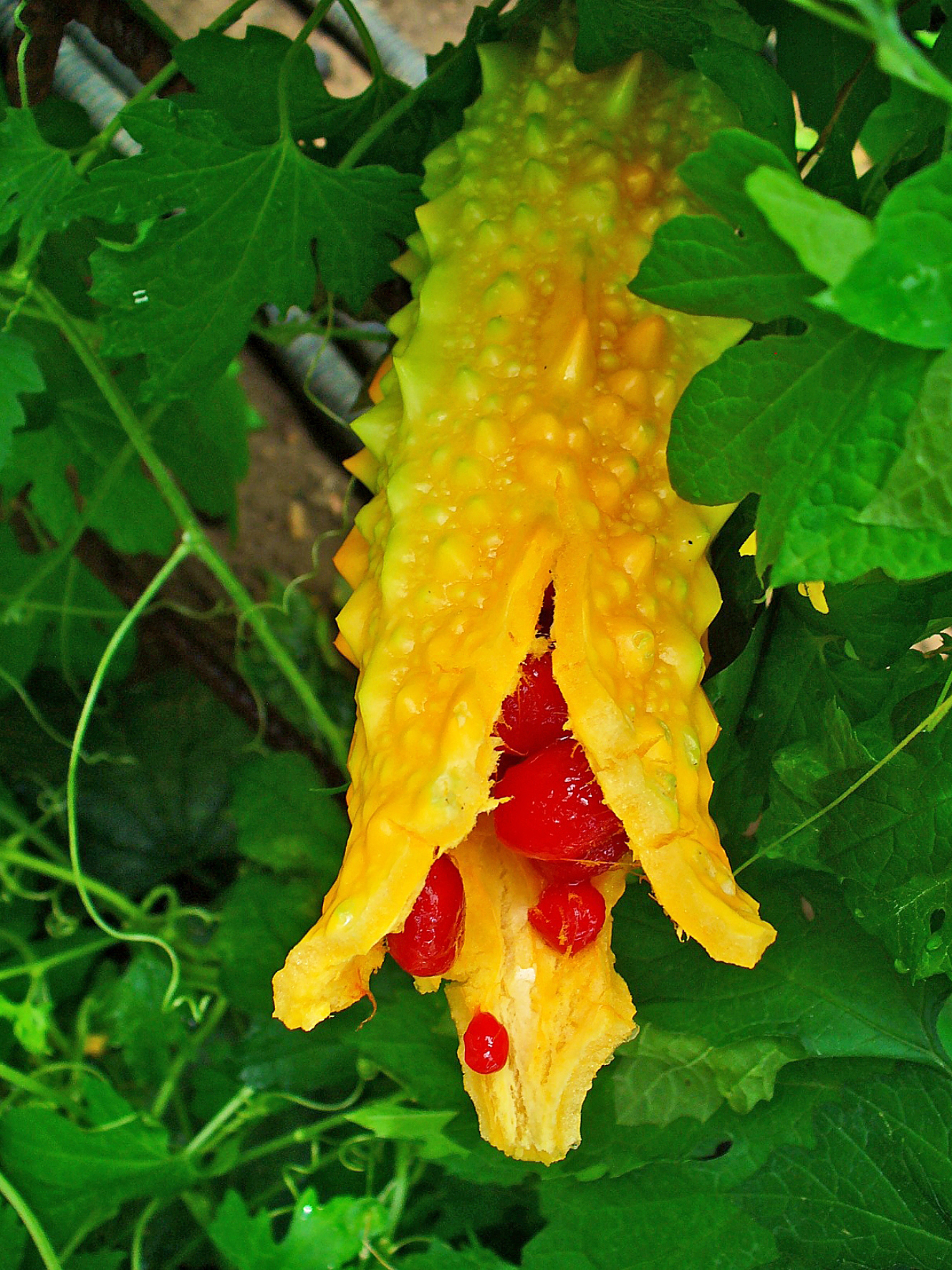
Fruit libérant ses graines.
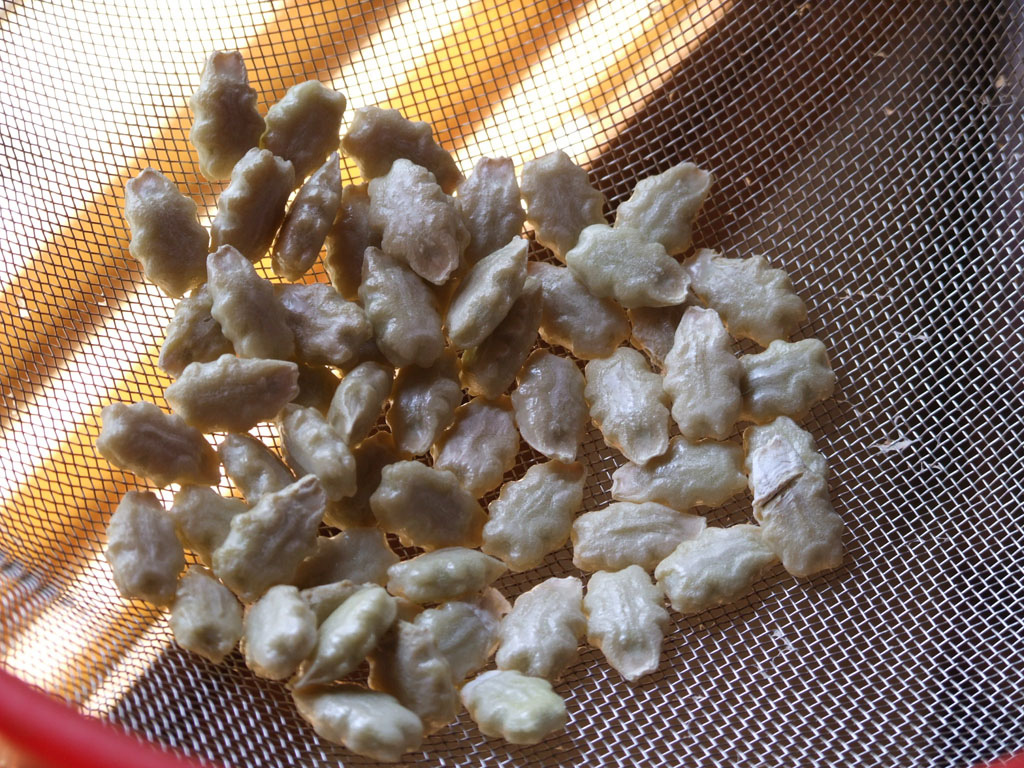
Graines.

### Plats cuisinés

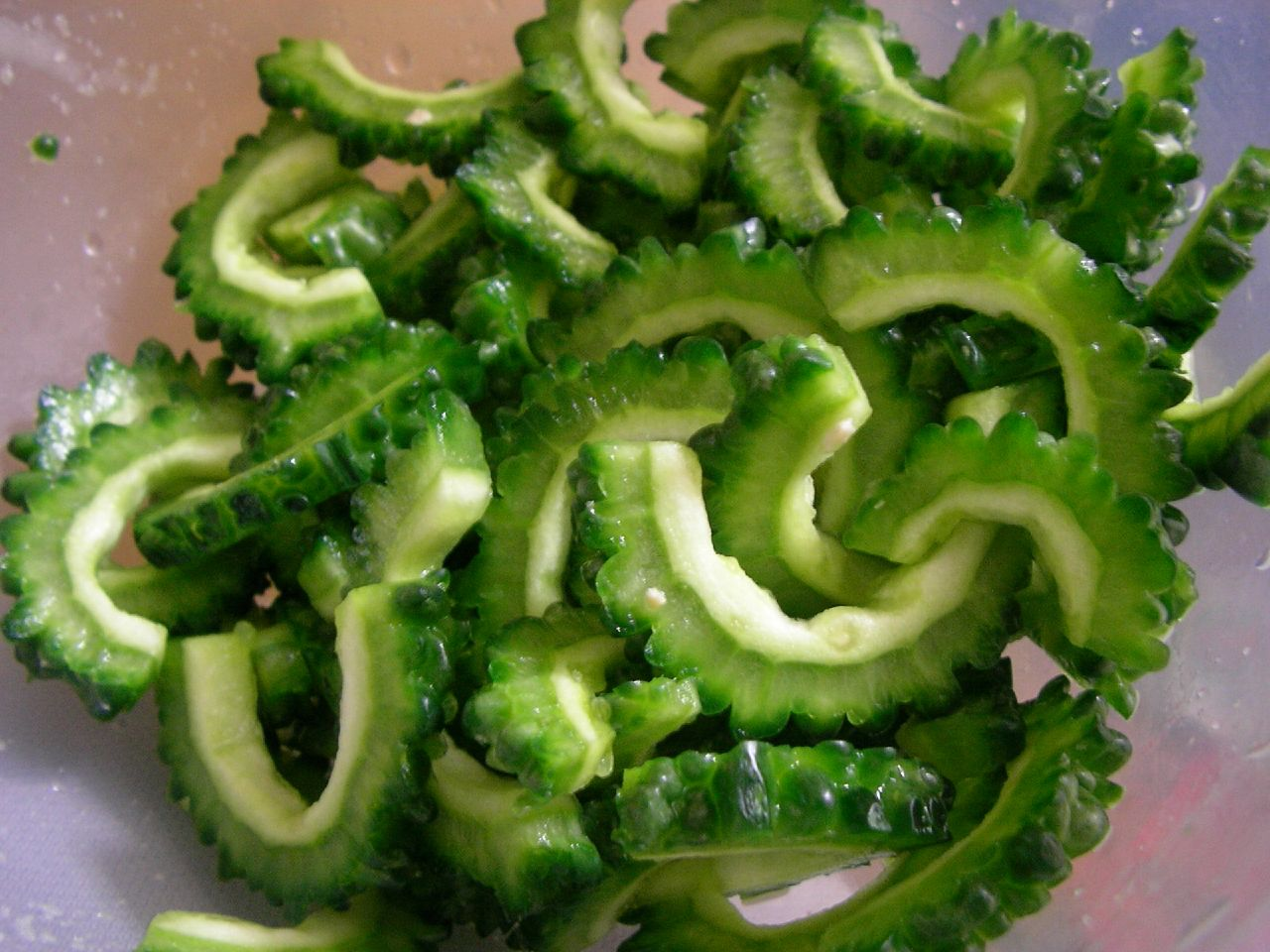
Concombre amer coupé en tranches.
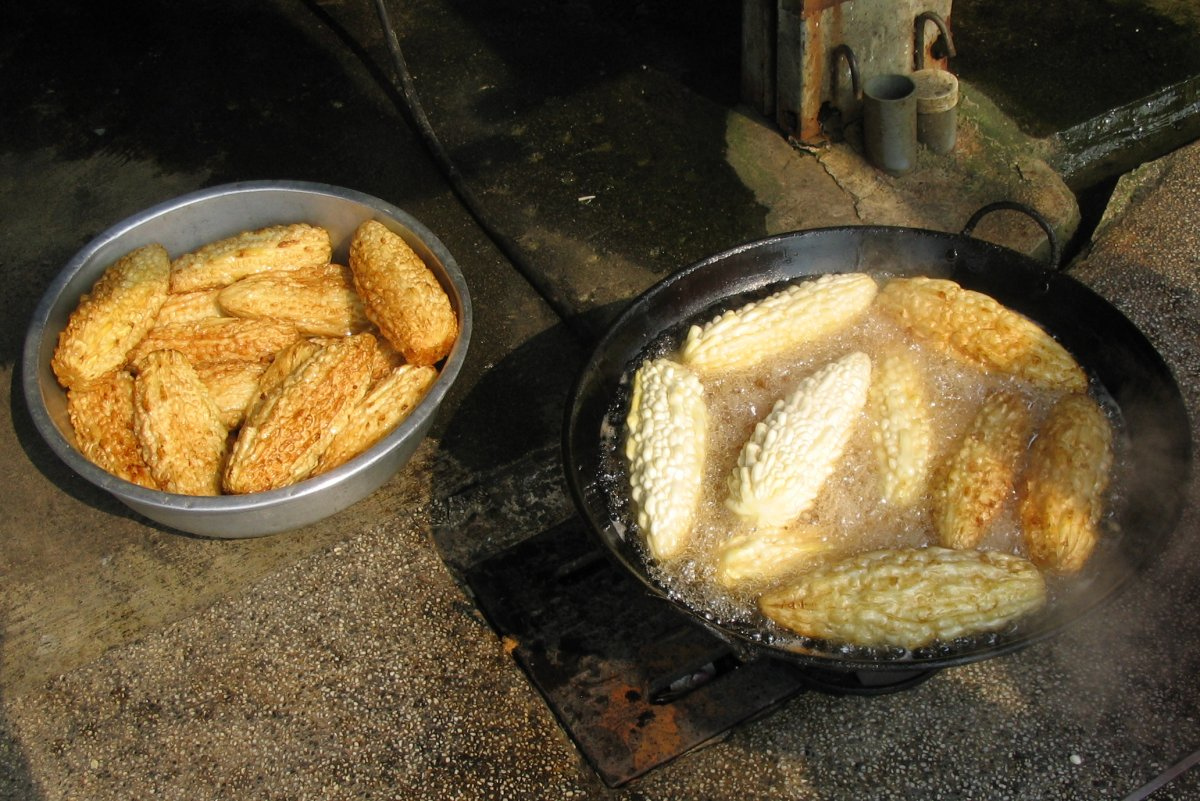
Concombre amer frit à Kaohsiung, Taiwan.
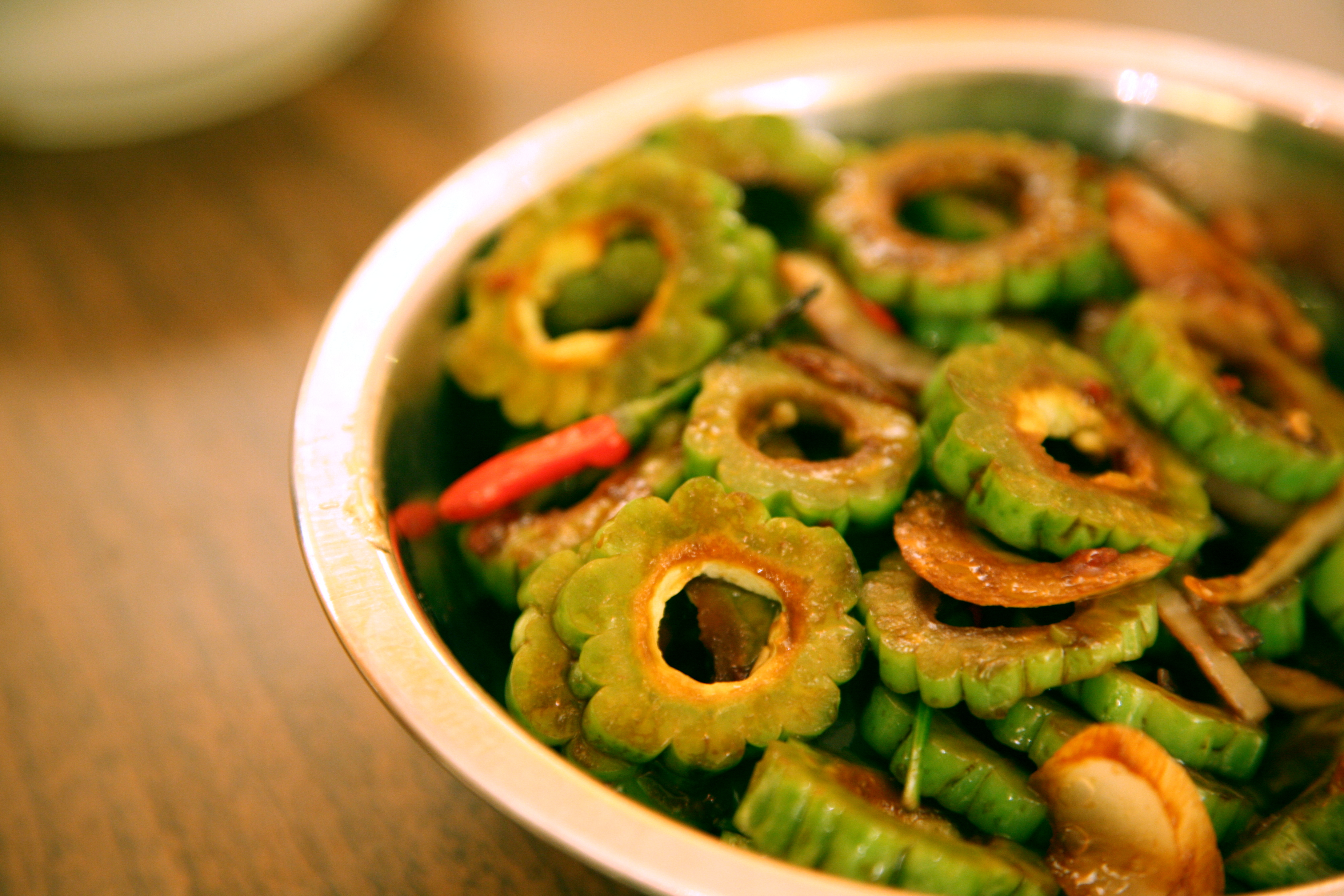
Concombre amer en Indonésie, cuisiné avec du sambal, de l'oignon et du poivron.
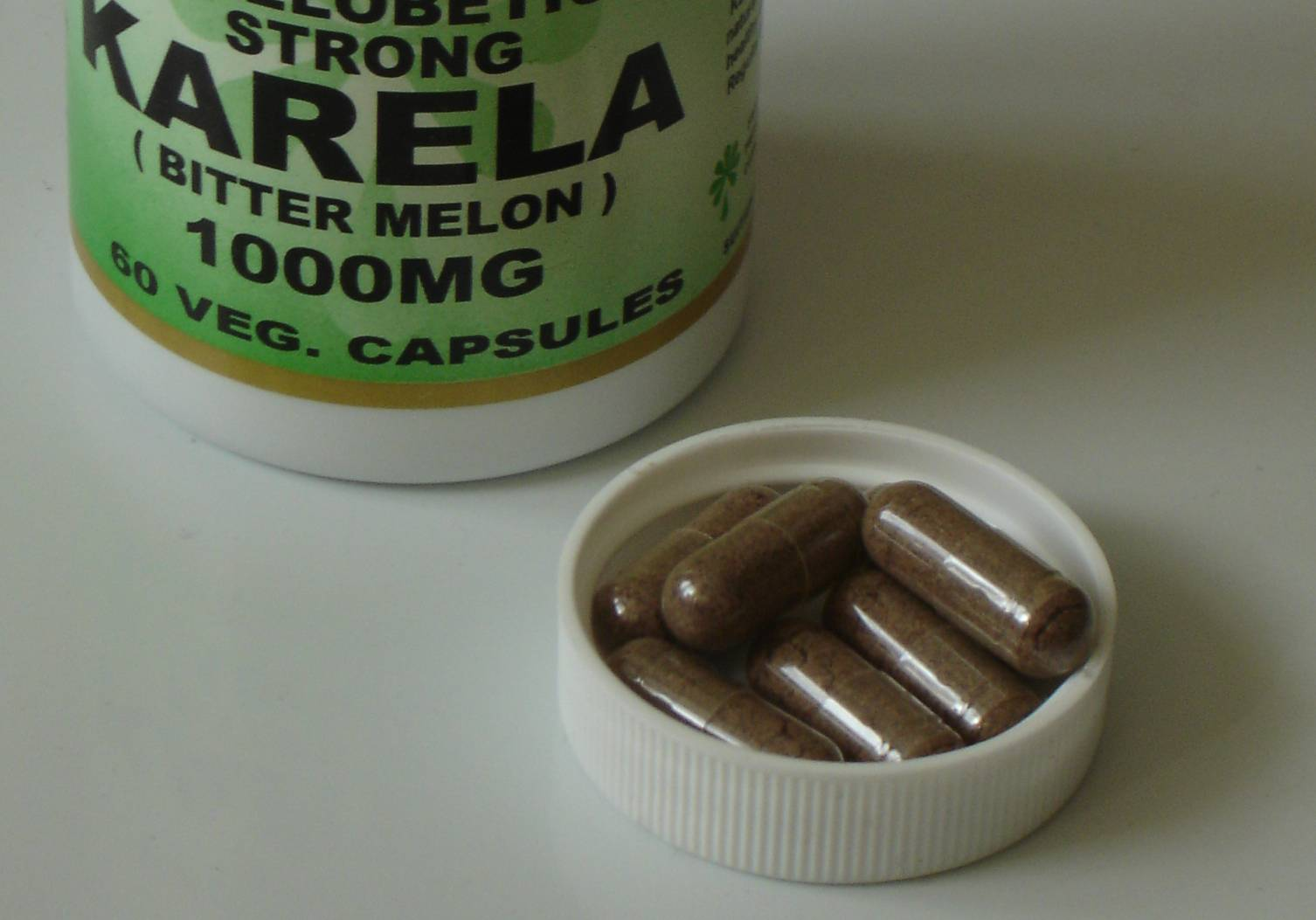
Complément alimentaire à base de concombre amer.